# Ranczo (serial telewizyjny)
Ranczo – polski serial komediowy w reżyserii Wojciecha Adamczyka, emitowany premierowo w TVP1 od 5 marca 2006 do 24 maja 2009, a następnie od 6 marca 2011 do 27 listopada 2016. W 2025 roku pojawiły się plany wyprodukowania 11 sezonu jako audiobook, lecz w lipcu tego samego roku podjęto decyzję o wyprodukowaniu go jako serial. Istnieje estońska wersja serialu - Naabriplika.

## Historia i opis
Akcja serialu rozgrywa się w fikcyjnej, niewielkiej miejscowości Wilkowyje, położonej w okolicach Radzynia Podlaskiego. Sceny nagrywane były głównie w miejscowości Jeruzal, ale także m.in. w Latowiczu i Sokulach.
Okres zdjęciowy pierwszej serii trwał od 12 lipca do 10 października 2005. Planowano zakończyć produkcję serialu w 2009 po czterech seriach, jednak w związku z olbrzymią popularnością produkcji powstały kolejne odcinki. Po sukcesie piątej serii, wyemitowanej w 2011, producent Rancza zapowiedział kontynuację serialu. Oglądalność premierowego odcinka szóstej serii wyniosła 7,3 mln widzów. TVP ogłosiła, że powstaną co najmniej kolejne dwie serie. W lipcu 2014 rozpoczęły się zdjęcia do dziewiątej serii. W kwietniu 2015 TVP poinformowała, że powstanie 10. seria Rancza. Producentem serialu było Studio A.
Przed i po każdym premierowym odcinku trzeciej serii serialu były emitowane pięciominutowe felietony pt. Od Rancza do Rancza, w których ekipa serialu m.in. opowiadała o kulisach powstawania Rancza. Od 22 marca 2009 felietony były emitowane w TVP1 w niedziele o godz. 14:00, po powtórkach odcinków czwartej serii.

### Kontynuacje
W 2007 powstał pełnometrażowy film Ranczo Wilkowyje, w którym wystąpili bohaterowie serialu. W 2020 planowano nagranie kolejnego filmu na bazie serialu pt. Ranczo: Zemsta wiedźm. Projekt po śmierci odtwórcy roli serialowego Kusego Pawła Królikowskiego miał zostać anulowany, ale w 2021 zmieniono decyzję i poinformowano, że możliwe jest nagranie filmu i miniserialu.
W 2014 premierę miała Ławeczka w Unii, 10-odcinkowy spin-off Rancza, który powstał z okazji 10-lecia przystąpienia Polski do Unii Europejskiej. Na podstawie serialu powstały także dwa spektakle teatralne: Smak Mamrota (premiera 24 września 2008) i Cud medyczny w Wilkowyjach (premiera 31 stycznia 2014).
Na podstawie serialu w 2014 wydano dwie powieści: Ranczo i Ranczo 2 autorstwa Roberta Bruttera i Jerzego Niemczuka.

## Spis serii
| Seria | Odcinki      | Sezon       | Premiera serii  | Finał serii       | Pora emisji     | Średnia oglądalność (mln) |
| ----- | ------------ | ----------- | --------------- | ----------------- | --------------- | ------------------------- |
| 1.    | 1–13 (13)    | wiosna 2006 | 5 marca 2006    | 21 maja 2006      | niedziela 20.15 | 4,72                      |
| 2.    | 14–26 (13)   | wiosna 2007 | 18 marca 2007   | 17 czerwca 2007   | niedziela 20.15 | 6,86                      |
| 3.    | 27–39 (13)   | wiosna 2008 | 9 marca 2008    | 1 czerwca 2008    | niedziela 20.15 | 6,90                      |
| 4.    | 40–52 (13)   | wiosna 2009 | 1 marca 2009    | 24 maja 2009      | niedziela 20.15 | 8,28                      |
| 5.    | 53–65 (13)   | wiosna 2011 | 6 marca 2011    | 5 czerwca 2011    | niedziela 20.25 | 6,65                      |
| 6.    | 66–78 (13)   | wiosna 2012 | 4 marca 2012    | 27 maja 2012      | niedziela 20.25 | 6,17                      |
| 7.    | 79–91 (13)   | wiosna 2013 | 3 marca 2013    | 26 maja 2013      | niedziela 20.25 | 6,22                      |
| 8.    | 92–104 (13)  | wiosna 2014 | 2 marca 2014    | 25 maja 2014      | niedziela 20.25 | 6,15                      |
| 9.    | 105–117 (13) | wiosna 2015 | 8 marca 2015    | 7 czerwca 2015    | niedziela 20.25 | 6,00                      |
| 10.   | 118–130 (13) | jesień 2016 | 4 września 2016 | 27 listopada 2016 | niedziela 20.25 | 5,30                      |

Ostatni odcinek serialu, wyemitowany 27 listopada 2016 w TVP1, obejrzało 6,11 mln widzów.

## Opis fabuły

### Seria 1: 2006
Lucy Wilska, Amerykanka polskiego pochodzenia, przybywa do Polski z zamiarem zmiany życia po rozwodzie. Przyjeżdża do niewielkiej miejscowości o nazwie Wilkowyje, gdzie mieści się zrujnowany dworek, który odziedziczyła po zmarłej prababci. Po zapoznaniu się z urokiem Wilkowyj postanawia zamieszkać na wsi. Sprzeciwia się temu wójt, Paweł Kozioł, który – namówiony przez żonę, Halinę – chciał nabyć dworek dla córki, Klaudii. By zniechęcić Lucy do Wilkowyj, wraz z inżynierem budowlanym Andrzejem Więcławskim m.in. celowo postarza dworek i montuje w nim głośniki wydające przeraźliwe dźwięki. Sabotaż jednak nie przynosi skutków, bo Lucy decyduje się na pozostanie w Wilkowyjach. Wójt nie ustaje w działaniach przeciwko Amerykance, dlatego m.in. rozsiewa po Wilkowyjach plotki na jej temat. Lucy zostaje nauczycielką języka angielskiego, którego uczy w salce parafialnej, bo wójt nie wyraził zgody na naukę w szkole. Zalecają się do niej m.in. policjant Stanisław Kotecki i polonista Tomasz Witebski.
Lucy zaprzyjaźnia się z miejscowym proboszczem (a zarazem bratem bliźniakiem wójta, ks. Piotrem Koziołem) oraz pijakiem „Kusym”, który mieszka w przydworkowej komórce i pomaga Lucy w zajmowaniu się domem. Lucy pomaga Kusemu zwalczyć uzależnienie od alkoholu. Pewnego dnia zostaje porwana dla okupu przez lokalnych pijaczków, Solejuka i Hadziuka, którzy w uprowadzeniu Amerykanki upatrują szansy na poprawę swojej marnej sytuacji materialnej. Lucy ratują żony porywaczy. Kusy w świetle tych wydarzeń porzuca alkohol. Wcześniej, na zaproszenie Amerykanki, zamieszkuje na strychu w jej dworku.

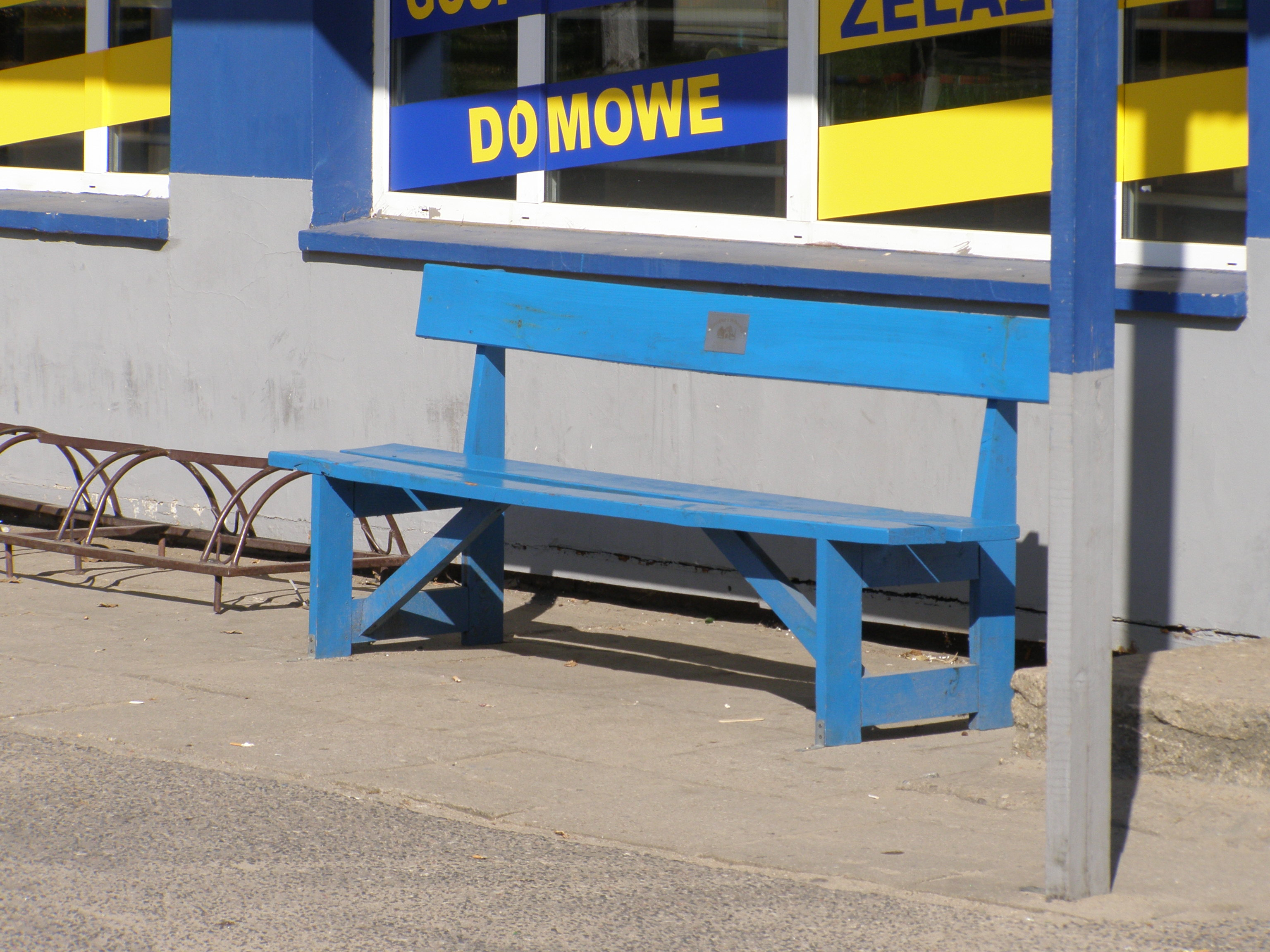
Ławeczka, na której przesiadują Solejuk, Hadziuk, Pietrek i Japyczowie

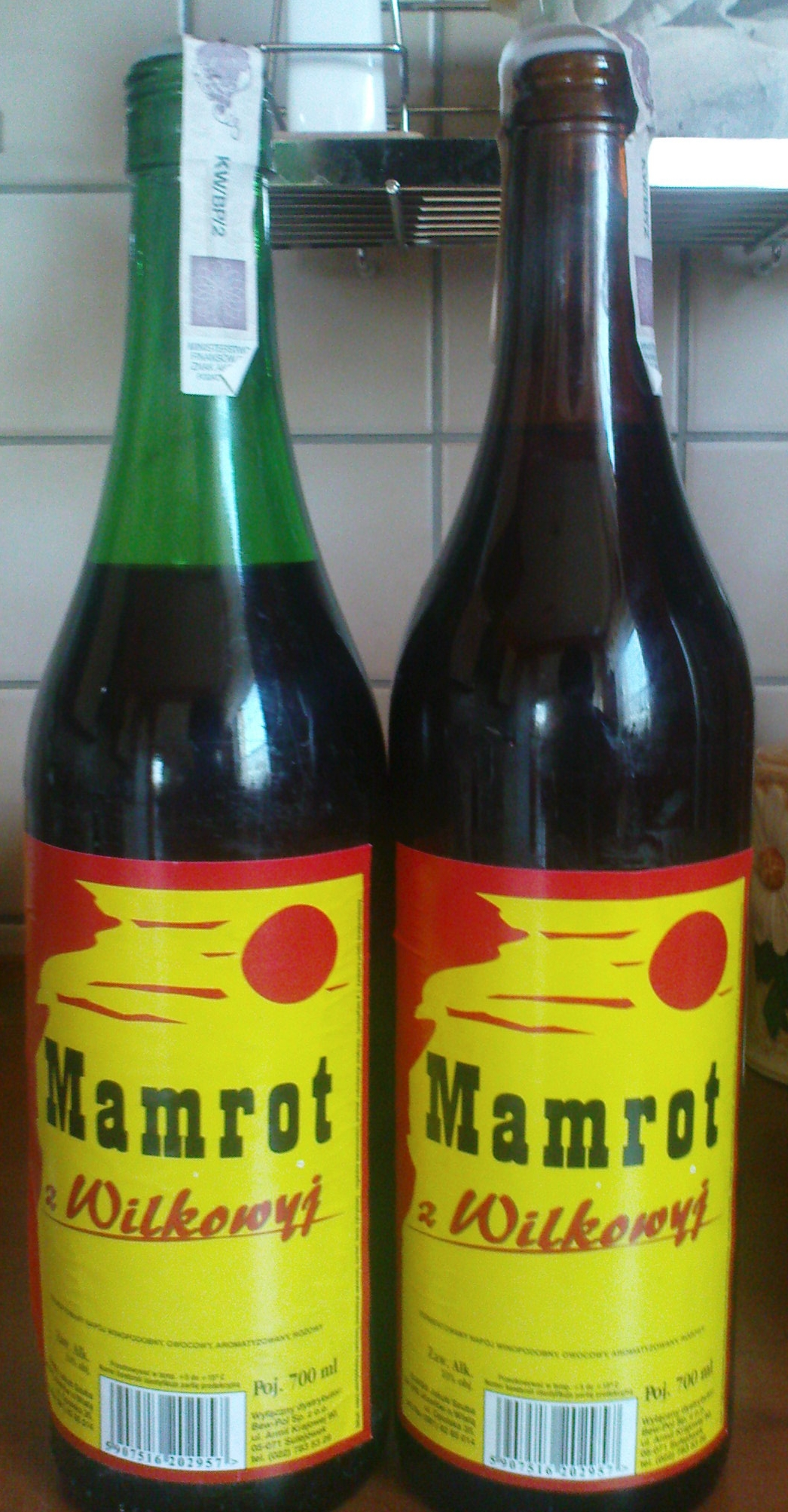
Wino marki Mamrot, które piją bywalcy przysklepowej ławeczki

Pod sklepem Krystyny Więcławskiej, jedynym w Wilkowyjach, znajduje się ławeczka, na której przesiadują Solejuk, Hadziuk, Pietrek i Jan Japycz. Panowie całe dnie rozmyślają nad różnymi aspektami życia i krytykują innych, popijając przy tym tani alkohol. Hadziukowa zaczyna hodować kozy, co wśród wielu wilkowyjczan (m.in. u jej męża) uchodzi za zajęcie uwłaczające godności. Następnie zakłada biznes mleczarski, w czym pomaga jej Klaudia Kozioł, tworząc biznesplan i doradzając w zaciągnięciu kredytu.
Tomasz Witebski, przy wsparciu m.in. Lucy, otwiera niezależną gazetę „Wieść Gminna”. Redaktor zyskuje sobie poparcie i szacunek mieszkańców Wilkowyj, ujawniając, że wójt jest najbardziej znienawidzoną osobą we wsi. Witebski boi się reakcji Kozioła, ale ten niespodziewanie zachęca redaktora do dalszej pracy, ale silnie cenzuruje treść gazety. Witebski w wyniku nacisków ze strony proboszcza i Lucy wkrótce zakłada konkurencyjny tytuł – „Wieść Parafialną”, która poddawana jest jeszcze silniejszej cenzurze ze strony duchownego. Oba tytuły wkrótce upadają.
W Wilkowyjach zbliżają się kolejne wybory na wójta. Paweł Kozioł jest pewny kolejnego zwycięstwa, ale do czasu, aż Lucy Wilska również deklaruje start w wyborach. Jest to jednak tylko intrygą (obmyśloną przez Amerykankę, Kusego i proboszcza), która ma doprowadzić wójta do zobowiązania się w kościele do dotrzymania obietnic wyborczych. Wójt wygrywa wybory. Lucy i Kusy w końcu rozumieją, że łączy ich uczucie.

### Seria 2: 2007
Lucy i Kusy zbliżają się do siebie. Kusy wzbrania się przed miłością do Amerykanki, bo uważa, że ich związek nie ma przyszłości, dlatego proponuje jej przyjaźń. Na prośbę Lucy porzuca alkohol i wraca do malowania. Z kolei Lucy w obawie przed brakiem zainteresowania abstrakcyjną sztuką Kusego, przez co artysta może stracić twórczą wenę, nakłania proboszcza do kupna obrazu. Odkrywszy intrygę, Kusy porzuca malowanie abstrakcyjne na rzecz tworzenia sztuki komercyjnej. Obrazy przedstawiające głównie diabły podlaskie cieszą się dużym wzięciem wśród klientów. Sukces finansowy odbija się negatywnie na samopoczuciu i samoocenie Kusego
Paweł Kozioł po wyborze na wójta odkrywa, że Czerepach spiskował przeciwko niemu w trakcie kampanii wyborczej. Sekretarz, straciwszy dyscyplinarnie pracę w urzędzie, wyprasza u proboszcza posadę kościelnego, a żądny zemsty wprowadza wirusy komputerowe do wszystkich sprzętów w urzędzie. To zmusza wójta do pojednania się z byłym asystentem, w czym pomaga mu Więcławski. Kozioł decyduje się także na przerobienie miejscowej gospody w ekskluzywny klub dla dżentelmenów pod nazwą Country Club. Zmiany budzą sprzeciw wśród stałych bywalców knajpy, którzy rozpętują awanturę na uroczystym otwarciu lokalu. W wyniku afery klub zostaje udostępniony wszystkim mieszkańcom.
Lucy chce otworzyć uniwersytet ludowy w Wilkowyjach. Prosi o pomoc obeznanego w funduszach unijnych Czerepacha, który jednak sabotuje pomysł, ponieważ Amerykanka odrzuciła jego zaloty. Gdy Czerepach wyjeżdża do Brukseli na kurs samorządowy, Lucy w otwarciu uniwersytetu pomaga Fabian Duda, nowo przyjęty do gminy praktykant, w którym zakochała się Klaudia Kozioł. Ku rozpaczy Lucy, uczelnia nie cieszy się zainteresowaniem wśród wilkowyjan.
Więcławscy tworzą szczęśliwe małżeństwo, ale w obawie przed ewentualną kontrolą fiskusa i prokuratury planują rozwód, co wywołuje kryzys w ich związku, który jednak udaje im się pokonać. Do Wilkowyj po dekadach nieobecności wraca Stanisław Japycz, brat podupadającego na zdrowiu Jana. Stach, tak jak brat, również ma skłonność do picia alkoholu, co nie podoba się Michałowej, która odnawia z nim dawny romans. Na wieś powraca również Pietrek, który przez kilka tygodni pracował na budowie w Anglii. Solejukowa otwiera rodzinny biznes polegający na sprzedaży własnoręcznie lepionych pierogów. Pomaga jej w tym Hadziukowa, która zatrudnia męża jako dostawcę jedzenia. Violetka wdaje się w romans z wójtem, po czym wiąże się z policjantem Stanisławem, który się jej oświadcza. Wezół chce wyjechać do pracy za granicę, czemu skutecznie przeciwstawiają się mieszkańcy Wilkowyj, na czele z braćmi Koziołami.
Lucy chce pogodzić ze sobą braci Koziołów. Każdy z nich ma motyw, by się na to zgodzić – proboszczowi nie wypada odmówić, a wójt liczy z tego tytułu na korzyści materialne. Bracia na hucznej imprezie urodzinowej godzą się na oczach wilkowyjan.

### Seria 3: 2008
Lucy i Kusy zostają parą, ale nie chcą ujawniać swojego związku w obawie przed komentarzami wilkowyjan. Wydaje ich Arkadiusz Czerepach, który po powrocie z Brukseli zakłada z Tomaszem Witebskim agresywny koncern medialny – Radio Wilkowyje i gazetę „Lustro Gminy”, a za pomocą podsłuchów umieszczonych w rozdawanych mieszkańcom za darmo odbiornikach radiowych podsłuchuje wilkowyjan. Gdy sprawa wychodzi na jaw, były sekretarz ucieka z miasta. Z kolei ks. Piotr Kozioł piętnuje związek Lucy i Kusego, uznając ich życie bez ślubu za naganne moralnie. Lucy w wyniku konfliktu z proboszczem traci pracę w domu parafialnym, w którym uczyła dzieci języka angielskiego. W obronie szykanowanej Amerykanki stają mieszkanki Wilkowyj, co wzbudza w duchownym chęć wyjazdu na misję do Afryki. Ostatecznie do tego nie dochodzi, a proboszcz dostaje do opieki nowego wikarego, księdza Roberta. Młody duchowny swoją surowością zniechęca do siebie wiernych, szczególnie gdy piętnuje Lucy z ambony. Pod wpływem proboszcza przechodzi przemianę wewnętrzną i wraz z Lucy angażuje się w działalność społeczną.
Wójt otrzymuje medal za najlepszą w województwie absorpcję środków unijnych, do czego przyczynił się Fabian Duda, składając wiele wniosków na łączną kwotę 15 mln euro.
W wyniku pożaru doszczętnie płonie Country Club. Lucy pomaga pozostającej bez pracy i dachu nad głową Violetce, przygarniając ją do domu. Michałowa jest przeciwna odbudowie knajpy i ma w tym poparcie wójta. Bywalcy ławeczki podejmują działania mające doprowadzić do powstania nowego lokum, w tym celu potajemnie terroryzują wójta. Ostatecznie powstaje restauracja pod nazwą U Japycza, ku pamięci zmarłego Jana Japycza. Violetka i Stanisław zostają parą. Zaniedbana Solejukowa wyczuwa, że syn jej się wstydzi i nie chce, by ta uczestniczyła we wręczeniu mu dyplomu w szkole, dlatego z pomocą Lucy i Hadziukowej przechodzi zewnętrzną przemianę. Więcławska zatrudnia w sklepie swoją siostrzenicę Jolę, w której podkochuje się Pietrek. Na wieś przyjeżdża ciężarna Weronika Więcławska (córka Andrzeja i Krystyny) i jej narzeczony Kao Tao. Tomasz Witebski po utracie pracy w redakcjach i w szkole poddaje się terapii ziołowej u babki i przechodzi wewnętrzną przemianę. Redaktor wraca do radia i prowadzi cykl rozmów pod hasłem „Zrozumieć duszę kobiety” z udziałem wilkowyjanek, które pod wpływem intymnych zwierzeń decydują się z nim na seks. Jedną z kochanek Witebskiego jest Hadziukowa, którą mąż nakrywa na zdradzie (ale nie wie, z kim go zdradziła). Upokorzony przez żonę, próbuje popełnić samobójstwo, jednak zostaje powstrzymany przez Witebskiego, który zachęca go do zadbania o wygląd i zmiany stylu życia. Przemiana Hadziuka działa korzystnie na jego małżeństwo. Witebski po dyscyplinującej rozmowie z księdzem Koziołem zaprzestaje prowadzenia audycji. Stanisław Japycz żeni się z Michałową.

### Seria 4: 2009
Lucy rodzi córkę, Dorotę. Kusy staje się nadopiekuńczym ojcem, co doprowadza do kryzysu w jego związku z Lucy. W końcu biorą ślub, a wraz z nim pobierają się także policjant Stasiek i barmanka Wioletka oraz Weronika Więcławska i Kao Tao.
W Wilkowyjach zbliżają się kolejne wybory samorządowe, w których – zgodnie z sondażami – wójt nie ma większych szans na zwycięstwo. Chęć pomocy Koziołowi wyraża Czerepach, który powraca na wieś jako wyszkolony w Brukseli spin doktor zaznajomiony w technikach manipulacji. Za namową proboszcza i babki zielarki na urząd wójta kandyduje również Lucy, która zapewnia wilkowyjanom komputery z dostępem do Internetu oraz organizuje darmowe badania mammograficzne dla kobiet, a w swoim programie wyborczym kładzie nacisk na międzypokoleniową wymianę doświadczeń. Wójt prowadzi agresywną kampanię wyborczą przeciwko Lucy. Przed wyborami odbywa się pierwsza w Wilkowyjach debata telewizyjna, podczas której wójt oskarża Lucy o kradzież pieniędzy. Po stronie Amerykanki staje wielu mieszkańców, którzy nie wierzą w jej winę. Dręczona wyrzutami sumienia Lodzia w końcu ujawnia wilkowyjanom, że oskarżenia wójta wobec Lucy są nieprawdziwe. Lucy ostatecznie wygrywa wybory na wójta.
Bracia Koziołowie zmagają się z depresją – wójt boi się utraty władzy i męskich sił witalnych, a proboszcz czuje się niepotrzebny w parafii. Paweł Kozioł nawiązuje też romans z żoną doktora Wezóła, którego z kolei uwodzi wójtowa. We wsi pojawia się ciotka Koziołów, której zależy na pogodzeniu się braci. Do pojednania dochodzi w kościele, jednak ze strony wójta to ponownie jest wyłącznie zagrywka polityczna, opracowana przez Czerepacha.
Czerepach rozkochuje w sobie księgową Lodzię, jednak z jego strony jest to wyłącznie próba udowodnienia wójtowi umiejętności manipulacyjnych. Lodzia po poznaniu prawdy rozstaje się z Czerepachem. Ksiądz Robert zajmuje się ewangelizacją gminy, ale jest załamany brakiem wiedzy religijnej wśród wilkowyjan. By podnieść poziom moralny na wsi, wikary przekonuje Lucy i Kusego do ochrzczenia córki.
Więcławska, Hadziukowa i Solejukowa zakładają koncern serowy. Pietrek zarobione u Więcławskiego pieniądze inwestuje w działalność artystyczną, którą realizuje z ukochaną Jolą, grając z nią koncerty w okolicznej dyskotece. Umiejętności wokalne Joli spotykają się jednak z krytyką w regionalnej prasie, co załamuje piosenkarkę i doprowadza ją do utraty głosu, a w powrocie do zdrowia pomaga jej babka zielarka. Michałowa przeżywa ze Stachem Japyczem kryzys w małżeństwie, który jednak udaje im się pokonać. Witebski zakłada lokalną telewizję internetową oraz staje na czele strajku sfery budżetowej, którą reprezentują dyrektorka szkoły Wiesława Oleś oraz doktor Wezół. W Wilkowyjach pojawia się mafia, z którą mieszkańcy rozgrywają zwycięską bitwę.

### Seria 5: 2011
Lucy od prawie dwóch lat piastuje stanowisko wójta gminy Wilkowyje, która to zostaje uznana za najbardziej gospodarną w całym województwie. Obowiązki związane z zajmowaniem się domem i wychowywaniem córki przyjął Kusy. Do dworku przyjeżdża Grażyna (siostra byłej żony Kusego) i przed wyjazdem do Niemiec zostawia szwagrowi pod opiekę 17-letnią córkę, Kingę, ateistkę i wegeanarchistkę. Kusy prosi Klaudię Kozioł o pomoc z przystosowaniem nastolatki do społeczności. Lucy i Kusy w końcu znajdują wspólny język z Kingą, a dziewczyna zamieszkuje z nimi na stałe. 
O ile Lucy dobrze radzi sobie we współpracy z Unią Europejską, trudności sprawiają jej posiedzenia rady gminy, na których szczególnie upierdliwy i krytyczny wobec Amerykanki jest radny Myćko. Za radą Czerepacha gmina podpisuje z radnym umowę na wywóz śmieci, co prowadzi do tego, że Myćko zrzeka się mandatu. Na jego miejsce zostaje wybrany Paweł Kozioł, który po przegranych wyborach pragnie znów zdobyć władzę. Kozioł zostaje wybrany przewodniczącym Rady Gminy i wspiera projekty proponowane przez Lucy i jej współpracowniczki. Pani wójt podczas swojej kadencji stara się m.in. poprawić kondycję fizyczną wśród wilkowyjan, a także zwalczyć dzikie wysypiska śmieci i złe traktowanie zwierząt. Za zgodą proboszcza organizuje także msze obywatelskie, na których parafianie mogą spotkać się w kościele z przedstawicielami gminy. Na jednym ze spotkań radny Myćko ogłasza organizację referendum w sprawie odwołania Lucy ze stanowiska. Wilska mierzy się także z demonstracjami nieznanych sprawców, którzy czatują pod jej domem. Ostatecznie pozostaje na stanowisku wójta. Fabian Duda dzięki pracy z Wilską przechodzi wewnętrzną przemianę w uczciwego i lojalnego mężczyznę, a jako sekretarz gminy m.in. pozyskuje unijne fundusze i namawia rolników do inwestycji. Swoim zaangażowaniem robi wrażenie na Klaudii Kozioł. Dziewczyna znów jest w nim zakochana.
Czerepach znajduje zatrudnienie w domu kultury, wcześniej przysięgając Lodzi, że nie będzie już miał do czynienia z polityką. Paweł Kozioł otwiera aptekę, do której nabywa dużą partię olejku goździkowego, jednak z krótkim terminem przydatności. Zatrudniony w aptece magister Ryszard Polakowski nie zgadza się na sfałszowanie terminu ważności olejku, dlatego Czerepach wmawia ludziom, że we wsi panuje plaga meszek, a jedynym sposobem na jej zwalczenie jest olejek goździkowy. Lucy gotowa jest ogłosić stan klęski żywiołowej, jednak doktor Wezół tłumaczy jej, że cała akcja jest chwytem marketingowym apteki. Polakowski w międzyczasie dochodzi do porozumienia z Wezółem, któremu nieświadomie podbierał pacjentów, udzielając porad medycznych klientom apteki.
Więcławski po przegranej Pawła Kozioła w wyborach na wójta przestaje dostawać zlecenia i nie wygrywa przetargów, bo Lucy boi się oskarżeń o korupcję. Więcławska uważa, że jej mąż stoczył się moralnie, on sam aktywnie stara się o zdobycie nowych projektów, dlatego prosi o pomoc Lucy i proboszcza. W końcu wygrywa pierwszy przetarg, za który chce się odwdzięczyć Lucy, ta jednak odrzuca prezent, a w zamian za to zleca mu organizację meczu koszykarskiego dla wilkowyjan. Michałowa idzie na zwolnienie lekarskie. Na plebanii zastępuje ją Jola, która dobrze radzi sobie z nowymi obowiązkami, przez co Michałowa popada w depresję i czuje się niepotrzebna. Ks. Robert rozdaje pieniądze biednym mieszkańcom Wilkowyj, czym doprowadza parafię na skraj bankructwa. Ks. Piotr zwraca się z prośbą o pomoc do Rady Parafialnej, którą kieruje Lodzia. Czerepach, który za zgodą ukochanej wraca do polityki, w celu naprawy kościelnego budżetu m.in. inicjuje prace nad radykalnym zmniejszeniem powierzchni miejsca pochówku (czym wywołuje gwałtowny wzrost ceny kwater) oraz handluje w aptece samodzielnie produkowaną „cudowną wodą ze świętych źródełek”.
Violetka i Staszek starają się o dziecko. Na prośbę policjanta w Wilkowyjach pojawiają się praktykanci z Włoch i Niemiec. Policjantka Francesca nawiązuje romans z Tomaszem Witebskim, ten jednak jest przerażony planami Włoszki, która zaczęła planować ślub i powiększenie rodziny. Po wyjeździe ukochanej zaczyna za nią tęsknić. Wcześniej przeżywa kryzys twórczy i nie ma weny do napisania drugiej książki, mimo mobilizacji ze strony Kusego, który jest jego wydawcą. Ochoty do pracy nabiera dopiero po rozmowie telefonicznej z Franceską, której po jej przyjeździe do Wilkowyj oświadcza się w obecności jej rodziny. Pietrek staje się lokalną gwiazdą muzyki, dlatego uganiają się za nim paparazzi, przez co coraz rzadziej spotyka się z innymi bywalcami ławeczki. Solejukowa w jedną noc pisze książkę kucharską z przepisami na pierogi, której wydawcą zostaje Kusy. W wyniku kłótni z Hadziukową i Więcławską rozwiązuje spółkę, jednak panie wkrótce się godzą. Wezół zatrudnia w przychodni pielęgniarkę Jagnę Nowak. Solejukowie po wybudowaniu nowego domu popadają w spór z sąsiadami, Wargaczami. Silnie uczucie między Szymkiem Solejukiem a Julią Wargaczówną potęguje konflikt między rodzinami, który zostaje załagodzony dopiero przez księży.

### Seria 6: 2012
Lucy w trakcie swojej kadencji zajmuje się m.in. rosnącą liczbą bezpańskich psów, w tym celu z pomocą Kusego namawia mieszkańców do sterylizacji zwierzaków. Próbuje także zwalczyć bezrobocie w gminie dzięki tzw. spółdzielniom socjalnym, co jednak nie wzbudza większego zainteresowania wśród wilkowyjan. Kusemu w końcu udaje się namówić do współpracy cztery bezrobotne kobiety, które zakładają własny biznes – z pomocą babki zielarki produkują kremy odmładzające, które następnie sprzedają. Z sukcesów wilkowyjanek nie są zadowoleni ich mężowie, m.in. Myćko i Wargacz. Wraz z innymi lokalnymi pijaczkami winę za emancypację żon zrzucają na Lucy. W końcu zwołują protest, żądając dymisji pani wójt. Strony ostatecznie się dogadują i podpisują porozumienie w kościele.
Paweł Kozioł zostaje senatorem i zatrudnia Czerepacha jako dyrektora w biurze senatorskim. Jeszcze przed zaprzysiężeniem udziela wywiadu, będąc pod wpływem alkoholu, co przynosi mu rozpoznawalność w mediach. Staje się także politycznym celebrytą. Czuje się jednak zaszczuty przez dziennikarzy, którzy wydzwaniają do niego z nadzieją na wypowiedź na różne tematy. Z pomocą Czerepacha przygotowuje się do wystąpień publicznych, jednak wykazuje ignorancję w sprawach społecznych, dlatego uczy się na pamięć kilku gotowych odpowiedzi, które brzmią pozornie rzeczowo i pasują do każdego pytania. Z uwagi na medialną rozpoznawalność otrzymuje kolejne propozycje polityczne.
Kinga zaczyna pracę w internetowej telewizji Tomasza Witebskiego jako prowadząca cykl audycji o niedostatkach szkolnictwa. W jednym z programów krytykuje system nauczania, czym naraża się dyrektorce szkoły w Wilkowyjach. Kusy, zainspirowany słowami Kingi, rozpoczyna rewolucję oświatową na wsi – pragnie wzbogacić program nauczania o umiejętności praktyczne, chce też wyeliminować wiedzę nieprzydatną uczniom. Wsparcie Kusemu, mimo początkowych oporów, wyrażają dyrektorka i nauczyciele szkoły. Po telewizyjnym wywiadzie Pawła Kozioła, w którym ten opowiedział o rewolucji oświaty w Wilkowyjach, na wieś przyjeżdża nadgorliwy kurator. Urzędnik zbiera dowody przeciwko dyrektorce, po czym wystawia jej negatywną ocenę. Zrozpaczona dyrektorka szuka pocieszenia w alkoholu, prosi też o pomoc senatora Kozioła.
Po wyjeździe księdza Roberta na studia do Rzymu do parafii przyjeżdża ksiądz Maciej. Jest wykształcony, ale niedoświadczony jako kapłan, w dodatku wypowiada się w przeintelektualizowany sposób, przez co trudno mu jest się dogadać z wilkowyjanami, przechodzi także kryzys kapłański. Na jednym z posiedzeń rady gminy przyczynia się do podjęcia uchwały o książkach. Policjantka Francesca z powodu braku obywatelstwa nie może dołączyć do polskiej policji, dlatego zostaje strażniczką gminną w Wilkowyjach. Pewnego dnia na wieś przyjeżdża jej były narzeczony Vito, groźny przestępca z mafii kalabryjskiej, który niedawno wyszedł z więzienia. Mafioso, chcący wrócić do ukochanej, planuje zabić jej obecnego chłopaka, Tomasza Witebskiego. Mężczyzna dopiero po rozmowie z Solejukową zaprzestaje planów zabicia Witebskiego, po czym wyjeżdża ze wsi. Magister Polakowski po sprzeczce z Pawłem Koziołem rezygnuje z pracy w aptece. Znajduje zatrudnienie w drugim sklepie z lekami, który powstał w Wilkowyjach. Aptekę założył Więcławski, czym naraża się Koziołowi, który uznaje to za zdradę. Solejukowa podchodzi do matury, ku niezadowoleniu męża. Po zdaniu egzaminu dojrzałości postanawia rozpocząć zaocznie studia filozoficzne, co także nie podoba się Solejukowi, ale też Hadziukowej i Więcławskiej. Solejuk, rozwścieczony postępowaniem żony, włącza się do protestu przeciwko Lucy oraz pragnie zostać świadkiem koronnym, jednak mu się to nie udaje. Jola z pomocą Pietrka podejmuje profesjonalne lekcje śpiewu. Doktor Wezół odrzuca propozycję pracy w prestiżowej klinice w Lublinie. Więcławska zatrudnia w swoim sklepie atrakcyjną ekspedientkę, o którą wkrótce staje się zazdrosna. Kinga rozkochuje w sobie skina Konrada. Violetka rodzi.

### Seria 7: 2013
Myćko, Wargacz i Solejuk zostają członkami komisji programowej Polskiej Partii Uczciwości założonej przez Pawła Kozioła (prezesa partii) i Czerepacha. Podczas próby tworzenia programu pijaki upijają się w lokalu Violetki, a niedługo później Wargacz trafia do więzienia, a Myćko zniechęca się do polityki. Program partii ostatecznie przygotowuje Solejukowa, motywowana przez Klaudię Kozioł do dowartościowywania męża, by ten nie podjął decyzji o rozwodzie. Czerepach zachęca proboszcza, by ten poparł PPU w zamian za przychylne stanowisko partii dla Kościoła. Spotkawszy się z odmową ze strony księdza, podsyca we wsi antyklerykalne nastroje, które zostają ukrócone przez wilkowyjanki (na czele z Michałową).
Do Wilkowyj przyjeżdża Monika – młoda i reprezentatywna agentka sztuki z Warszawy. Zafascynowana Kusym i jego obrazami, zamieszkuje w dworku, a pochłonięty rozmowami o sztuce artysta spędza coraz mniej czasu z Lucy. Agentka otwarcie zarzuca Lucy, że ogranicza talent Kusego, a jemu sugeruje, by dokonał wyboru – czy woli robić karierę, czy pozostać z rodziną. By przedłużyć swój pobyt u artysty, proponuje nakręcenie wideoartu o Kusym. W międzyczasie zaczyna także adorować Tomasza Witebskiego, aż do czasu, kiedy w sprawie interweniuje uzbrojona Francesca. Lucy i Kinga zaczynają wyjątkowo dogadzać Kusemu, by odwrócić jego uwagę od agentki. Wilska szybko rezygnuje z nadskakiwania mężowi, ma też coraz większe obawy o przyszłość swojego związku. Popada w otwarty konflikt z Moniką, a ta podsyca napiętà atmosferę w dworku, ostentacyjnie kupując w aptece test ciążowy oraz proponując Kusemu zapozowanie mu do aktu i nakręcenie o tym kolejnego wideoartu. Lucy czuje się coraz bardziej porzucona przez męża. Babka zielarka, chcąc pomóc Lucy, oczyszcza aurę Moniki, czym wywołuje u niej nietypowe emocje i zachowania. Kusy dostaje propozycję wystawienia swoich prac w renomowanej galerii w Warszawie. Wernisaż kończy się wielkim sukcesem. Kusy, zaskoczony nagłą popularnością oraz zainteresowaniem mediów i kolejnych galerii, zaczyna ignorować rozterki Lucy. Monika zachęca go do porzucenia rodziny i wyjazdu ze wsi w celu kontynuowania kariery.
Lucy trafia na przesłuchanie do prokuratury, a następnie zostaje aresztowana pod zarzutem korupcji w gminie. Trafia do aresztu w Radzyniu, a w oczekiwaniu na rozwój wydarzeń uczy współwięźniarki języka angielskiego. Na przesłuchanie wezwani zostają także Więcławski i Duda. Kusy jest zrozpaczony aresztowaniem Lucy i próbuje uwolnić ukochaną, jednocześnie po latach niepicia wraca do alkoholu.
Mieszkańcy Wilkowyj po aresztowaniu Lucy włączają się w akcję konspiracyjną, która ma pomóc pani wójt w wyjściu z aresztu. By pomóc Lucy, na prokuraturę zgłasza się ksiądz Kozioł, który przeszedł duchową przemianę wywołaną zadumą nad swoim powołaniem. Proboszcz wkrótce sam trafia do aresztu za pobicie prokuratora, który skierował przeciwko niemu fałszywe oskrażenia. Za wstawiennictwem biskupa, zmotywowanego przez Michałową, wychodzi na wolność. Biskup nie kryje pretensji do Kozioła o wywołanie skandalu i skompromitowanie go przed parafianami, ale zmienia zdanie po przyjeździe do Wilkowyj, gdzie mieszkańcy witają księdza jako bohatera. Senator Kozioł w końcu odkrywa, że to on, a nie Lucy, jest celem działań prokuratury. Potwierdza mu to Jędruś, pracujący w prokuraturze kuzyn Wezołówej, który niedługi później staje się obiektem obserwacji ze strony tajnych służb. Kozioł i Czerepach jadą do Warszawy, by spotkać się z politycznym wrogiem senatora. Dzięki ich interwencji Lucy wychodzi na wolność.
Lucy po wyjściu z aresztu ogłasza chęć złożenia dymisji ze stanowiska wójta, czemu jednak sprzeciwiają się pracownicy gminy, który organizują strajk okupacyjny. Poza tym, mając w pamięci rozmowę z Moniką (która zarzuciła jej, iż swoim kryminalnym epizodem przeszkadza Kusemu w zrobieniu międzynarodowej kariery), wyrzuca męża z domu, by ten robił malarską karierę w Warszawie. Kusy w akcie miłości do Lucy pali wszystkie swoje obrazy.
Michałowa coraz nachalniej naciska na księdza Kozioła, by ten ubiegał się o awans w hierarchii kościelnej. Proboszcz, zmęczony naciskami Michałowej, zapada w tajemniczą chorobę. Wezwany na plebanię doktor Wezół poznaje przyczyny pogorszenia się stanu zdrowia probosza, jednak na prośbę księdza nie ujawnia ich Michałowej. Ksiądz z czasem wraca do zdrowia. Michałowa obiecuje sobie dopilnować, by proboszcz nie przegapił szansy na awans. Ksiądz upublicznia budżet parafii. Michałowa, przejęta opowieściami wikarego o życiu i posiłkach średniowiecznych zakonników, zmienia jadłospis na plebanii, co nie przypada do gustu księżom. Biskup proponuje Michałowej pracę w swojej parafii, jednak gospodyni – za namową Staszka Japycza i reszty bywalców ławeczki – odrzuca ofertę.
Senator Kozioł otrzymuje propozycje zostania ministrem oraz sojuszu z inną partią. Koziołowa nawiązuje romans z magistrem Polakowskim, który oczarowuje ją swoją delikatnością, gdy szukała u niego pocieszenia po kolejnej kłótni z mężem. Leokadia Czerepach zostaje oddelegowana przez Lucy na kurs do Brukseli. Zazdrosny o nią Czerepach podejmuje wiele działań, by móc śledzić ukochaną, m.in. prosi o pomoc Agencję Bezpieczeństwa Narodowego.
Pietrek ma dylemat, czy porzucić karierę dla rodziny, czy odwrotnie, aż w końcu decyduje się zostać przy żonie i dzieciach, czym jednak doprowadza rodzinę do skraju bankructwa. Violetka prosi Hadziukową, Solejukową i Więcławską o pomoc w prowadzeniu knajpy, jednak ekskluzywna oferta gospodyń powoduje, że z lokalu ubywa klientela, którą w większości stanowią lokalne pijaczki. Tomasz Witebski przed wyjazdem z ciężarną Franczeską do Kalabrii przekazuje władzę w internetowej telewizji Pietrkowi i Joli, odrzucając tym samym oferty przejęcia medium złożone mu przez Hadziukową, Solejukową i Więcławską oraz Kozioła i Czerepacha. Klaudia Kozioł i Fabian Duda się rozstają. Koziołówna wiąże się z Łukaszem, awangardowym reżyserem z Lublina, który niespodziewanie przyjeżdża do Wilkowyj. Łukaszem nagle zaczynają zachwycać się Koziołowie, czym wzbudzają podejrzenia Klaudii, która z kolei zaczyna na oczach rodziców przesadnie adorować chłopaka. Duda, zrozpaczony rozstaniem z Koziołówną, zaczyna nadużywać alkoholu, ma problemy z bezsennością i nie może skupić się na pracy. Powróciwszy do Wilkowyj, całkiem odmieniony decyduje się walczyć o Klaudię, w tym celu próbuje wzbudzić w niej poczucie zazdrości, dlatego namawia pielęgniarkę Jagnę na udawanie związku, co Klaudia jednak ignoruje. Duda wraca do Koziołównej, jednak porzuca ją po odkryciu, że Jagna naprawdę się w nim zakochała. Klaudia poprzysięga zemstę na byłym chłopaku.

### Seria 8: 2014
Lucy postanawia pozostać na stanowisku wójta. Kusy popada w kryzys twórczy. Lucy obwinia o to siebie, bo uważa, że to przez nią artysta stracił szansę na karierę. Aby mu pomóc, dzwoni do Moniki, którą namawia, by ponownie została agentką Kusego. Kusemu nie podoba się ten pomysł. Monika traci zainteresowanie współpracą z artystą, gdy dowiaduje się o spaleniu przez niego wszystkich obrazów. Zmienia zdanie po tym, jak Kinga pokazała jej nagranie z palenia dzieł, ponieważ wyczuwa w tym szansę na sukces. Lucy przy wsparciu Moniki udaje się namówić Kusego do dalszego malowania. Monika w tym czasie sporadycznie zajmuje się Dorotką, choć niechętnie, bo nie ma ku temu predyspozycji. Kusy otrzymuje zaproszenie na wystawę do Nowego Jorku. Osiąga sukces, a jego obrazy cieszą się dużym wzięciem, dzięki czemu rodzina dostaje spory zastrzyk gotówki. Gorzej idzie mu w Warszawie, gdzie po bójce z jednym z krytyków otrzymuje negatywne recenzje.
Paweł Kozioł traci zapał i motywację do uprawiania polityki, czemu próbuje zaradzić Czerepach. Przed wyborami parlamentarnymi werbują Solejuka, Wargacza i innych lokalnych pijaczków do zapisania się na listy wyborcze do Sejmu. Muszą też poradzić sobie z parytetem na listach wyborczych, dlaczego namawiają swoje żony do zapisania się do partii, jednak ich emancypacja bardzo obu martwi. Dzięki skutecznej akcji promocyjnej – dystrybucji własnej marki piwa – partia PPU zyskuje duże poparcie przed wyborami. By zdobyć głosy obojętnych politycznie Polaków, Kozioł i Czerepach nagrywają spot promocyjny, w którym wykorzystana jest piosenka disco polo nagrana przez Pietrka i Jolę. PPU dostaje się do Sejmu.
Lucy popada w konflikt z Haliną i Lodzią, które zarzucają jej zazdrość w związku ich udziałem w wyborach parlamentarnych, choć Wilskiej w rzeczywistości nie podoba się zaniechanie obowiązków w urzędzie przez obie panie. Lucy obraża się także na Fabiana Dudę, bo dowiaduje się o jego udziale w wyborach z ramienia PPU. W rzeczywistości Duda jedynie rozważał udział, ale Kozioł i Czerepach zapisali go na listę wyborczą bez jego zgody. Lucy dowiaduje się też od prokuratora Jędrusia o planowanym wszczęciu przeciwko niej śledztwa z uwagi na otrzymanie wielu anonimowych donosów. Zrezygnowana otaczają ją codziennością, postanawia wrócić na stałe do Ameryki. Kusy próbuje odwieść żonę od tego pomysłu, ale bezskutecznie, a niedługo później – przerażony wizją eimgracji – zapada na zdrowiu. Lucy ogłasza swoją decyzję w urzędzie. W Wilkowyjach wybucha spór o kupno dworku Wilskiej i o przejęcie stanowiska wójta. Proboszcz zwołuje zebranie w kościele, na którym uświadamia mieszkańcom, że Wilkowyje nie są w stanie poradzić sobie bez Lucy. Cała wieś udaje się pod dworek, gdzie ksiądz prosi, aby Lucy nie wyjeżdżała. Wilska obiecuje zostać w Wilkowyjach i pozostać wójtem do końca kadencji. Dudzie proponuje poparcie w nowych wyborach na wójta, co nie podoba się Klaudii Kozioł, która nie chce być żoną wójta.
Do Wilkowyj wraca ks. Robert. Wkrótce popada w konflikt z ks. Maciejem, jednak ich konflikt wkrótce zostaje załagodzony pod wpływem Michałowej. Ks. Piotr Kozioł, chcąc poprawić poziom życia w Wilkowyjach, z pomocą finansową pani wójt oraz senatora angażuje uczniów do pomocy najbiedniejszym mieszkańcom wsi, by przy okazji nauczyć dzieci szacunku do seniorów i dbania o nich. Misja proboszcza budzi pewne kontrowersje w gminie. Księża uruchamiają na plebanii telefon zaufania dla parafian. Ks. Kozioł otrzymuje wezwanie do kurii, gdzie otrzymuje od biskupa Sądeckiego propozycję objęcia stanowiska biskupa pomocniczego archidiecezji lubelskiej. Ks. Robert zostaje nowym proboszczem Wilkowyj.
Lucy udaje się na plebanię, by przedstawić proboszczowi statystyki dotyczące spadającego niżu demograficznego w Polsce. Szczególnie przejęta sprawą jest Michałowa, do działań włącza się również urząd gminy. Halina Kozioł odnawia romans z magistrem Polakowskim, którego namawia do kandydowania w wyborach parlamentarnych. Paweł Kozioł wdaje się w romans z Moniką Korczab, którą spotkał w knajpie „U Japycza”. Oba romanse zostają ujawnione – o pierwszym dowiaduje się Czerepach, a o drugim Lodzia. By uniknąć skandalu, który mógłby pokrzyżować plany polityczne, Czerepach i Lodzia wymuszają na obu parach zakończenie romansu.
Klaudia Kozioł przeprowadza udaną terapię małżeńską u Więcławskich. Później o poradę proszą również Hadziukowa i Solejukowa, jednak ich mężowie wykazują opór przed poddaniem się terapii. Zmieniają zdanie, gdy Klaudia zastosowała wymianę małżeńską i zaleciła, by Hadziukowa zamieszkała u Solejuków, a Solejuk u Hadziuków. O ile panie szybko męczą się mieszkaniem razem, panowie są zadowoleni z tego pomysłu. Pijaki doprowadzają dom Hadziukowej niemal do ruiny, czym wywołują wściekłość u swoich żon. Koziołówna, choć próbuje pomóc innym parom, sama nie może pogodzić się ze stratą Fabiana Dudy, który jest w związku z pielęgniarką Jagną. W ramach zemsty regularnie wybija Fabianowi szyby w domu. Duda skarży się senatorowi na córkę. Klaudii udaje się skłócić Fabiana z Jagną. Para rozstaje się po wyjeździe pielęgniarki do Lublina, gdzie – za sprawą Klaudii – Jagna otrzymała pracę w szpitalu. Koziołówna, dręczona wyrzutami sumienia za doprowadzenie do rozpadu związku Fabiana i Jagny, postanawia wstąpić do klasztoru. Niedługo później godzi się z Fabianem dzięki intrydze Kingi i jej nowego chłopaka, leśnika Pawła.
Ks. Maciej chce założyć chór kościelny, jednak rezygnuje z pomysłu z powodu braku umiejętności wokalnych wśród wilkowyjanek. Pomysł wznawia dopiero z pomocą Wezółowej, z którym tworzą chór gospelowy. Pietrek prowadzi jedną z audycji w Telewizji Wilkowyje, będąc pod wpływem alkoholu. W obawie przed utratą kontraktu wymyśla program „Wybacz mnie”, w którym przy widzach i słuchaczach mają godzić się zwaśnieni mieszkańcy gminy. W jednym z odcinków dochodzi do ostrej kłótni między Solejukową a Wargaczową, które jednak – przy pomocy księdza Macieja – godzą się w obecności wszystkich parafian. Strażniczka Francesca organizuje kurs krav magi dla wilkowyjanek, by te mogły bronić się przed przemocą domową. Jerry Smith po przyjeździe do Wilkowyj, by pomóc Lucy w zdobyciu wizy dla Kusego przed wyjazdem do USA, zakochuje się w Monice.

### Seria 9: 2015
Lucy zostaje szefową komitetu wyborczego Fabiana Dudy przed wyborami na nowego wójta Wilkowyj. W kampanii pomaga mu także Klaudia Kozioł. O stanowisko wójta ubiega się także Więcławska, której pomocy w kampanii wyborczej udziela Czerepach. Więcławska obawia się kompromitacji podczas debaty z Dudą, dlatego prosi męża o pomoc. Więcławski sabotuje Dudę, doprowadzając do awarii prądu w trakcie debaty. Lucy i Klaudia nie mogą zrozumieć, czemu Więcławscy postępują nieuczciwie. Więcławska przekonuje Klaudię, że jej chłopak powinien przegrać w wyborach, poza tym uświadamia jej, że sama nieświadomie źle doradzała mu w kampanii. Klaudia po spowiedzi spotyka w kościele Więcławskiego, który przyznaje się do sabotażu Dudy. Więcławska zostaje wójtem Wilkowyj, a na swojego zastępcę mianuje Dudę.
Posłowie elekci wybrani z list z PPU jadą na zaprzysiężenie do Sejmu. Halina i Lodzia sparaliżowane tremą rezygnują z mandatów poselskich, kontynuując pracę w urzędzie gminy. PPU wchodzi w koalicję rządową, na której mocy Czerepach zostaje mianowany na wicepremiera. Kozioł jest coraz bardziej zazdrosny o medialną karierę Czerepacha. Jędrek staje się lojalny wobec Kozioła i popiera jego wszystkie decyzje. Czerepacha zatrudnia jako swoją asystentkę Olę Kowalską, redaktorkę brukowca „Super Fakty”, która tak naprawdę chce skompromitować PPU. Kozioł i Czerepach odkrywają, że Ola posiada materiały kompromitujące ich partię. Gdy prawda wychodzi na jaw, dziennikarka zostaje wyznaczona do wzięcia udziału w wyborach do Parlamentu Europejskiego, a następnie przechodzi na stronę PPU. Partia zwołuje konferencję prasową, na której prezes Kozioł oskarża swojego koalicjanta o nieudolne rządzenie krajem i krytykuje za nieprzeprowadzanie reform proponowanych przez wiceministrów z PPU. Politycy PPU – za namową Kozioła – w końcu ogłaszają wyjście z rządu, co może oznaczać prawdopodobieństwo ogłoszenia nowych wyborów parlamentarnych, które zbiegną się w czasie z wyborami prezydenckimi. PPU wychodzi na prowadzenie w sondażach przedwyborczych.
Ks. Kozioł rozpoczyna urzędowanie na stanowisku biskupa pomocniczego, jednak z powodu remontu w kurii nadal mieszka w Wilkowyjach. Choć coraz lepiej radzi sobie w nowej roli, pogorszeniu ulegają jego relacje z mieszkańcami wilkowyjskiej parafii. Ks. Robert próbuje odnaleźć się na stanowisku proboszcza wilkowyjskiej parafii. W kurii kończy się remont, jednak biskup Kozioł decyduje się pozostać na plebanii, aby nie stracić kontaktu z wiernymi.
Monika zwołuje naradę w sprawie nogi Kusego, na którą ten utyka od lat. Wezwany do dworku doktor Wezół nie wykazuje jednak żadnych nieprawidłowości. Lucy wymusza na Kusym, by ten rzucił palenie. Artysta przeżywa kolejny kryzys twórczy, ma też coraz poważniejsze problemy z nogą. Babka zielarka twierdzi, że utykanie bierze się z ciągłego strachu Kusego, że zniszczy wszystkim życie. Lucy i Kusy przeżywają kryzys w związku. Wilska ogłasza, że przyjęła korzystną propozycję pracy w USA, dlatego wyjeżdża z Dorotką do USA.
Monika i Jerry oraz Kinga i Paweł żyją bez ślubu, co nie podoba się księdzu Piotrowi Koziołowi, który ma pretensje do Lucy o całą sytuację. Wilska, przejęta słowami księdza, próbuje rozwiązać ten problem. Jerry po kłótni z Moniką chce wyjechać z Wilkowyj, ale wkrótce godzi się z ukochaną. Biskupowi przeszkadza niesformalizowany związek Klaudii i Fabiana, jednak Duda sprzeciwia się duchownemu.
Policjant Stasiek wyjeżdża na studia do Szczytna. Na jego miejsce przychodzi posterunkowy Wojtek, któremu w zapoznaniu się z Wilkowyjami pomaga strażniczka Francesca. By poprawić bezpieczeństwo w gminie, instaluje monitoring w Wilkowyjach, co nie przypada do gustu mieszkańcom wsi, m.in. bywalcom ławeczki. Klaudia Kozioł otwiera w domu prywatny gabinet psychologiczny i seksuologiczny, czym budzi rozbawienie wśród mieszkańców wsi. Niedługo później przenosi się z biznesem do radia, w którym prowadzi autorską audycję. Pietrek otwiera akademię disco polo. Michałowa zakłada stronę internetową zrzeszającą gospodynie księży, co budzi mieszane uczucia w środowisku kapłańskim. Na plebanii pojawia się biskup Sądecki, który po naradzie z biskupem Koziołem zezwala na dalsze prowadzenie strony internetowej, jednak pod kontrolą kurii. Solejukowa wymusza na Koziole zatrudnienie męża, ten jednak już po jednym dniu ma dosyć pracy. Solejukowa niespodziewanie wygrywa w loterii 5 mln zł, co początkowo próbuje ukryć przed mieszkańcami Wilkowyj. Wkrótce jednak jej tajemnica wychodzi na jaw, przez co wraz z mężem staje się ofiarą chuligańskich ataków, poza tym odwracają się od nich przyjaciele. Solejukowie odzyskując szacunek wilkowyjan, ogłaszając w kościele, że wygrane pieniądze podzielą między siedmioro dzieci, poza tym część przeznaczają na cele charytatywne i remont organów w kościele, a za resztę urządzają przyjęcie, na które zaproszą całą wieś. Kinga udaje się do Radzynia, gdzie poznaje Jakuba, właściciela kawiarni artystycznej „Kofi & Ti”, z którym wkrótce się wiąże. W lokalu spotyka także Marka Karata, legendarnego działacza „Solidarności”, który obecnie żyje w skrajnej biedzie. Chcąc mu pomóc, zaprasza go do Wilkowyj, gdzie mężczyzna wkrótce znajduje pracę.

### Seria 10: 2016
Lucy wyjeżdża do USA razem z Dorotką, przez co Kusy popada w depresję. Małżonkowie pozostają w kontakcie na Skypie, jednak często ich rozmowy kończą się kłótnią. Do dworku ponownie przyjeżdża Monika. Kusy w obawie przed spotkaniem ze swoją agentką ucieka z domu i chowa się w lesie, gdzie buduje sobie szałas. Zostaje znaleziony przez babkę zielarkę, która zaprasza go do domu. Ostatecznie wraca do dworku. Kusemu w walce z depresją próbują pomóc m.in. Klaudia Kozioł oraz Franceska i Wezółowa. W dworku niespodziewanie pojawia się także Grażyna, matka Kingi, która zaczyna coraz bardziej panoszyć się po domu, jednak po ostrej kłótni z córką opuszcza dworek. Kusy po wypadku psa zmienia nastawienie do życia i wraca do malowania. Po kłótni z Lucy o otrzymaną przez Wilską propozycję czteroletniego kontraktu w USA znowu się załamuje i planuje wrócić do picia alkoholu, przed czym skutecznie bronią go Violetka i Francesca. Lucy wraca do Wilkowyj.
Paweł Kozioł przygotowuje się do udziału w wyborach prezydenckich. W tym celu wraz z Czerepachem i Olą obmyślają m.in. chwyt reklamowy, dzięki któremu mogliby uzyskać większe poparcie. Poparcie dla kandydata rośnie, co sprawda, że Kozioł przechodzi wewnętrzną przemianę. Udziałowi Kozioła w wyborach sprzeciwia się ks. Piotr Kozioł, który – mimo zakazu kurii – wypowiada się w telewizji przeciwko bratu. Biskup Wacław Sądecki wkrótce częściowo znosi zakaz komentowania kandydatury senatora Kozioła w wyborach. Ks. Kozioł przeprowadza cichy protest przeciwko bratu. Tymczasem senator przygotowuje się do debaty prezydenckiej. Wybory prezydenckie odbywają się w wigilię Bożego Narodzenia. Kozioł tuż przed wyborami znika bez zapowiedzi. Ukrywa się na plebanii, gdzie spędza czas na rozmowach z księżmi, którzy inspirują go do tego, by był dobrą głową państwa. Kozioł w końcu wraca do domu, gdzie dowiaduje się o tym, że zwyciężył w wyborach na prezydenta RP.
Więcławska zostaje wójtem Wilkowyj. Solejukowa uzyskuje licencjat z filozofii, czym doprowadza męża do wściekłości. Ku niezadowoleniu Solejuka, wkrótce znajduje zatrudnienie w wilkowyjskim gimnazjum jako nauczycielka filozofii. Choć dobrze sprawdza się w nowej pracy, to nie potrafi dogadać się z resztą kadry oraz podpada dyrektorce. Klaudia Kozioł poświęca się działalności społecznej, w tym celu próbuje edukować kulturalnie mieszkańców Wilkowyj, a następnie otwiera punkt konsultacyjny. Spotkawszy się z wieloma kobietami będącymi ofiarami przemocy domowej, postanawia im pomóc. Kinga i Jakub otwierają kawiarnię artystyczną. W remoncie pomaga im Pietrek, który po przejęciu firmy budowlanej Więcławskiego zostaje przedsiębiorcą. Wezółowa – za namową Michałowej i księdza Macieja – otwiera dom samotnej matki. Policjant Stasiek wraca do Wilkowyj, by spędzić święta z rodziną.

## Postacie

### Główne
- Lucy Wilska (Ilona Ostrowska) – Amerykanka polskiego pochodzenia[16]. Odziedziczyła dworek w Wilkowyjach po prababce[16]. Przybywa do Wilkowyj po rozwodzie[16]. Jest żywiołowa i wyemancypowana[19]. Po przeprowadzce do Wilkowyj podjęła nauczanie języka angielskiego w salce parafialnej[17]. Próbowała wprowadzić do spokojnej i zacofanej wsi dużo zmian, choć nie wszystkie cieszyły się zainteresowaniem wśród wilkowyjan[27]; m.in. usiłowała zwalczyć panującą na wsi przemoc domową i uświadomić mieszkańców w sprawie antykoncepcji, a także – mimo braku wsparcia policji – zlikwidować bimbrownictwo[140][141][19]. Kilkukrotnie próbowała zminimalizować bezrobocie w Wilkowyjach, m.in. organizując pośrednictwo pracy sezonowej z księdzem Robertem[47], a także zakładając spółdzielnie socjalne[77]. Przed wyborami na wójta Wilkowyj zapewniła mieszkańcom komputery z dostępem do Internetu, a wilkowyjankom również darmowe badania mammograficzne[51][52]. Ostatecznie została wójtem gminy Wilkowyje[57], jako włodarz osiągała duże sukcesy[63]. Podczas swojej kadencji chciała m.in. poprawić kondycję fizyczną mieszkańców wsi[70], zwalczyć dzikie wysypiska śmieci i złe traktowanie zwierząt[71] oraz rosnącą rozpańskość psów (co eliminuje poprzez zachęcenie wilkowyjan do sterylizacji czworonogów)[76]. Wyszła za „Kusego”, z którym ma córkę, Dorotę[50], wcześniej zalecali się do niej Tomasz Witebski, policjant Stasiek Kotecki i Arkadiusz Czerepach[20][32]. Po rezygnacji ze stanowiska wójta, wyjechała z córką do USA, wróciła w ostatnim odcinku.
- Jakub „Kusy” Sokołowski (Paweł Królikowski) – mąż Lucy Wilskiej. Po śmierci pierwszej żony popadł w alkoholizm[19]. Za namową Lucy wyszedł z uzależnienia oraz wrócił do malowania obrazów – woli abstrakcyjną sztukę od tej komercyjnej, której nie poważa, choć zapewnia mu duże pieniądze[29][30]; maluje także akty[40] i portrety[60]. Mimo wielkiego uczucia do Lucy, początkowo unika wchodzenia w relację z Amerykanką, bo nie chce jej krzywdzić[26]. Zmienia zdanie po przeżyciu próby samobójczej[36]. Jako ojciec Dorotki jest nadopiekuńczy[50]. Odniósł sukces artystyczny[97], lecz kilkukrotnie popada w kryzys twórczy i depresję[102], m.in. po wyjeździe żony do USA[123]. Zaangażowany społecznie, m.in. próbował przeprowadzić rewolucję systemu nauczania we wsi[87].
- Paweł Kozioł (Cezary Żak) (ur. 2 czerwca 1962 w Lublinie) – wójt gminy Wilkowyje[23]. Pozostaje w sporze z bratem bliźniakiem – ks. Piotrem, jednak gdy zachodzi wyższa konieczność, gotowy jest z nim współpracować[24][37], poza tym dla własnych korzyści potrafi na pokaz się z nim pogodzić[36][58]. Z żoną Haliną Kozioł ma córkę Klaudię, która swoim zmiennym stylem życia doprowadza go do szału[16][25]. Jest chytrym, podstępnym, dumnym, chciwym i nieuczciwym człowiekiem, któremu zależy tylko na władzy i pieniądzach[23]. Jego partnerem w nieuczciwych interesach jest Arkadiusz Czerepach[26]. Po stronie wójta stał także Andrzej Więcławski[26], a także Fabian Duda i księgowa Lodzia, którzy po przejęciu władzy przez Lucy zaczęli z nią współpracować[63]. Miał romans z Dorotą Wezółową[50] i Moniką Korczab[106], uwiódł także barmankę Violetkę[35]. Po przegranej walce o trzecią kadencję w wyborach na wójta założył aptekę oraz został członkiem i przewodniczącym Rady Gminy[68]. Następnie trafił do Senatu[84], założył Polską Partię Uczciwości (której został prezesem)[89] i trafił do Sejmu, aż w końcu zwyciężył w wyborach na stanowisko Prezydenta RP.
- ks. Piotr Kozioł (Cezary Żak) (ur. 2 czerwca 1962 w Lublinie) – proboszcz parafii w Wilkowyjach, następnie biskup pomocniczy archidiecezji lubelskiej. Starszy o 15 minut brat bliźniak Pawła Kozioła. Nie akceptuje nieślubnych związków[43][117]. Dla dobra gminy często współpracuje z Lucy Wilską, nawet jeśli chodzi o działania przeciwko władzy[25] czy prokuraturze[98]. Stara się pozostać apolityczny[73]. Bywa mściwy[73]. Pozostaje w sporze z bratem-bliźniakiem, jednak gdy zachodzi wyższa konieczność, gotowy jest z nim współpracować[24][37].

### Pierwszoplanowe
- Halina Kozioł (Violetta Arlak) – żona Pawła Kozioła i matka Klaudii. Przez większość życia była gospodynią domową, ale wraz z objęciem stanowiska wójta przez Lucy Wilską zaangażowała się w pracę urzędniczą[63]; podczas kadencji Lucy Wilskiej pełniła funkcję zastępcy wójta gminy Wilkowyje, została także wybrana do Sejmu z listy PPU, jednak nie przyjęła mandatu. Jest sprytna[91]. Choć jest zazdrosna o męża[79], przez pewien czas zdradzała męża z doktorem Mieczysławem Wezółem[51], a później wdała się w romans z magistrem Ryszardem Polakowskim[94][95][110].
- Arkadiusz Czerepach (Artur Barciś) (ur. 1966) – asystent Pawła Kozioła w sprawach urzędowych[26][128]. Jest mściwy[26], cyniczny i perfidny[57] oraz manipuluje ludźmi dla własnych korzyści[38][74]. Dla zysku nie waha się podjąć ryzykownych działań, m.in. jest gotów współpracować z wójtem przy jednoczesnym spiskowaniu przeciwko niemu[26]. Zna się na funduszach unijnych[32], poza tym odbywa w Brukseli kurs samorządowy[29] i szkolenie z technik manipulacji[52]. Za sprawą miłości do księgowej Lodzi (która zostaje jego żoną) przeszedł przemianę wewnętrzną[57]. Piastował wiele różnych stanowisk: był sekretarzem gminy Wilkowyje, założycielem Radia Wilkowyje i gazety „Lustro Gminy”[39], zastępcą Pawła Kozioła i jego osobistym doradcą przed wyborami, przewodniczącym domu kultury w Wilkowyjach[63], przewodniczącym rady parafialnej, dyrektorem biura senatorskiego Pawła Kozioła, posłem z ramienia PPU, a w końcu wicepremierem RP[119]. W filmie Ranczo Wilkowyje (przedstawiającym alternatywną wersję zdarzeń) jest pracownikiem Regionalnej Izby Obrachunkowej, który przeprowadza inspekcję w Urzędzie Gminy Wilkowyje.
- Michałowa (Marta Lipińska) – gospodyni na plebanii. Doświadczona, mądra, konserwatywna i ciekawska, ale też niezwykle obrażalska i sarkastyczna, choć w głębi duszy ciepła i odpowiedzialna. Była wdową, powszechnie zwana „Michałową” od imienia jej pierwszego męża. W podeszłym wieku wychodzi za Stanisława Japycza[49].
- Leokadia Czerepach z domu Paciorek (Magdalena Kuta) – główna księgowa w Urzędzie Gminy Wilkowyje, a także przewodnicząca Rady Parafialnej[64]. Związała się z Arkadiuszem Czerepachem[57], miała też przelotny romans z Pawłem Koziołem. Za kadencji Lucy Wilskiej odbyła kurs w Brukseli[91]. Została wybrana do Sejmu z ramienia PPU, ale nie przyjęła mandatu.

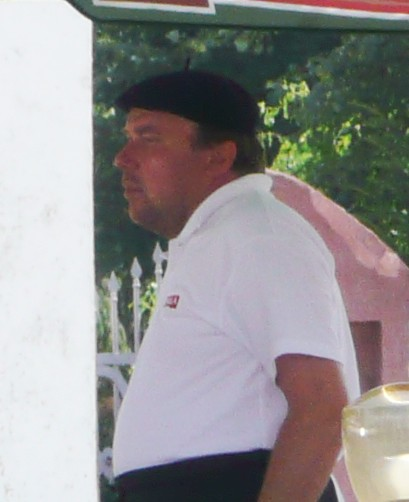
Bogdan Kalus jako Tadeusz Hadziuk

- Tadeusz Hadziuk (Bogdan Kalus) – mąż Celiny Hadziukowej, stały bywalec przysklepowej ławeczki[18]. Leniwy bezrobotny, później zostaje zatrudniony w biznesie żony jako ochroniarz pilnujący kóz, mimo że początkowo uważał hodowlę tych zwierząt za upokarzające[18]. Upokorzony zdradą, której dopuściła się jego żona, próbuje popełnić samobójstwo[48].

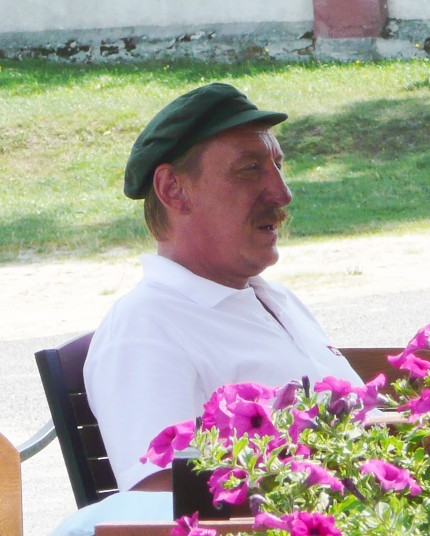
Sylwester Maciejewski jako Maciej Solejuk

- Maciej Solejuk (Sylwester Maciejewski) – stały bywalec przysklepowej ławeczki[141]. Ma żonę Kazimierę i siedmioro dzieci, przy czym jednego z nich nie jest ojcem biologicznym. Został także dostawcą pierogów w firmie Kazimiery Solejukowej[142]. Został powołany przez Pawła Kozioła i Arkadiusza Czerepacha do PPU[89], jednak z uwagi na swój alkoholizm okazał się niekompetentny[90].
- Patryk Pietrek (Piotr Pręgowski) – najmłodszy z bywalców ławeczki. Pracownik w firmie Andrzeja Więcławskiego, przez kilka tygodni pracował także w Anglii[34]. Był zakochany w Klaudii Kozioł, ale ta nie odwzajemniła jego uczucia[35]. Później związał się z ekspedientką Jolą, kuzynką Krystyny Więcławskiej[38], z którą stworzył disco polowy zespół „Duo spoko” (następnie „Super Duo”) oraz prowadził akademię disco polo[118]. Był gotowy poświęcić karierę dla rodziny[96]. Przejął firmę budowlaną Andrzeja Więcławskiego, który został wiceministrem.

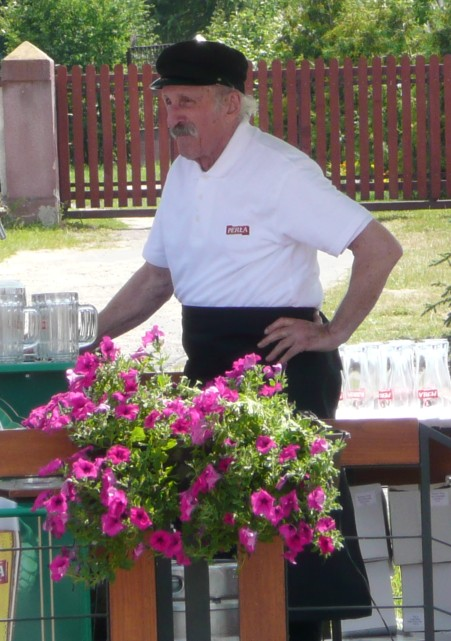
Franciszek Pieczka jako Stach Japycz

- Stanisław Japycz (Franciszek Pieczka) – młodszy brat Jana Japycza[26]. Z racji wieku i życiowych doświadczeń jest autorytetem dla pozostałych bywalców ławeczki. W podeszłym wieku bierze ślub z Michałową[49].
- Jan Japycz (Leon Niemczyk) (ur. 1921, zm. 2006) – najstarszy bywalec ławeczki. Starszy brat Stacha Japycza, z którym w młodości żył w niezgodzie. Umarł pod koniec drugiej serii, później Ławeczkowicze kilkukrotnie przychodzili na jego grób.
- Celina Hadziuk (Dorota Nowakowska) – żona Tadeusza[18]. Pod wpływem sukcesu jej firmy „Chevre Polonaise” (zajmującej się hodowlą kóz) z zahukanej i niepewnej siebie kobiety przemienia się w pewną siebie bizneswoman. Z Krystyną Więcławską i Kazimierą Solejukową prowadzi spółkę handlową „Wilkowyje Cheese & Pierogi Company Sp. z.o.o.”[54]. Wcześniej pracowała jako kosmetyczka[41].
- Kazimiera Solejuk (Katarzyna Żak) (ur. 14 maja 1964 w Wilkowyjach) – żona Macieja Solejuka i matka siedmiorga dzieci. Jest prostą, skromną i uczciwą wiejską kobietą. Jest chętna do nauki i inteligentna, ma zdolności lingwistyczne: płynnie mówi po niemiecku i angielsku, zna również włoski[86] i francuski. Słynie z przyrządzania najlepszych pierogów w gminie[33]. Z pomocą Celiny Hadziukowej zakłada firmę zajmującą się sprzedażą pierogów[33]. Następnie z Hadziukową i Więcławską wchodzi w spółkę „Wilkowyje Cheese & Pierogi Company Sp. z.o.o.”[54]. Autorka książki pt. „Najlepsze pierogi na świecie”. W dorosłym życiu zdaje maturę[79], a później uzyskuje licencjat z filozofii na UMCS w Lublinie[123]. Zostaje nauczycielką filozofii w gimnazjum w Wilkowyjach[136]. Była skonfliktowana z Wargaczową[105], jednak pogodziła się z nią w kościele, w obecności wszystkich parafian[105].
- Klaudia Kozioł (Marta Chodorowska) – córka Pawła i Haliny Koziołów[17]. W okresie licealnym dostosowywała własne przekonania i styl życia do swoich kolejnych chłopaków, była m.in. zbuntowaną punkówą, satanistką, skromną i pobożną dziewczyną, przedsiębiorczą bizneswoman i anarchistką[17][141][18][25]. Studiowała psychologię na uniwersytecie w Lublinie[50][66]. W trakcie studiów prowadziła kurs modnych subkultur dla wilkowyjskiej młodzieży[59]. Po studiach prowadziła terapie małżeńskie[106] oraz założyła gabinet psychologiczny i seksuologiczny[121]. Jako psychoterapeutka wykazywała się dużym zapałem do pomocy[106].  Jest także zaangażowana społecznie[136][131]. Kilkukrotnie rozstawała się i schodziła z Fabianem Dudą[29][72], była związana również m.in. z awangardowym reżyserem Łukaszem[91].

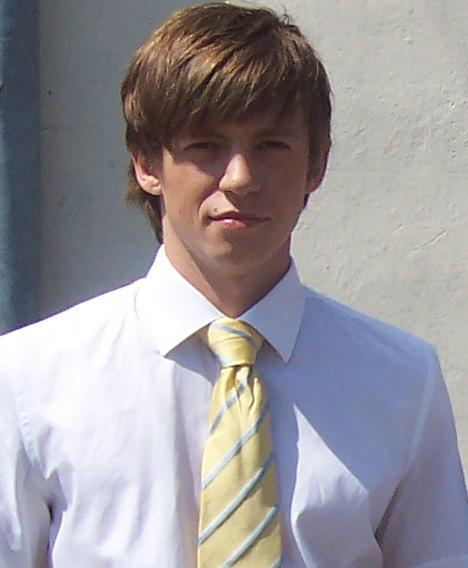
Piotr Ligienza jako Fabian Duda

- Fabian Duda (Piotr Ligienza) (ur. 13 grudnia 1984) – początkowo praktykant w Urzędzie Gminy Wilkowyje[26][29], następnie sekretarz gminy. Studiował na wydziale zarządzania[26]. Gorliwy jako urzędnik[48]. Boi się wójta Pawła Kozioła, więc mu się podlizuje[31], ale gdy nadarza się okazja, to knuje przeciwko niemu, by uzyskać korzyści dla siebie[34]. Wraz z objęciem urzędu przez Lucy Wilskiej przemienia się z obłudnego i zakłamanego samoluba w porządnego mężczyznę. Jest chłopakiem Klaudii Kozioł, z którą regularnie rozstaje się i ponownie schodzi[29][72]. W międzyczasie spotykał się z pielęgniarką Jagną[102]. Kandydował w wyborach na wójta Wilkowyj i miał w nich poparcie Lucy Wilskiej, która ustępowała ze stanowiska[115].
- Andrzej Więcławski (Grzegorz Wons) – przedsiębiorca, inżynier budownictwa, właściciel firmy budowlano-remontowej. Mąż Krystyny Więcławskiej, z którą tworzy szczęśliwe małżeństwo[30], a także ojciec Weroniki[43]. Za kadencji Pawła Kozioła, z którym był w zmowie, wygrywał wszystkie przetargi w gminie, a po objęciu urzędu przez Lucy Wilską przemienił się w uczciwego przedsiębiorcę. Otworzył aptekę, która stanowiła konkurencję dla sklepu z lekami założonego przez Pawła Kozioła[78]. Później został posłem PPU i wiceministrem budownictwa.
- Krystyna Więcławska (Dorota Chotecka) – właścicielka i sprzedawczyni „U Krysi”, jedynego sklepu w Wilkowyjach, później także współwłaścicielka spółki „Wilkowyje Cheese & Pierogi Company sp. z o.o.”[54], a następnie wójt gminy Wilkowyje[123]. Żona Andrzeja Więcławskiego[30], z którym ma córkę Weronikę[43] i wnuczkę Zofię.
- Tomasz Witebski (Jacek Kawalec) – polonista w wilkowyjskiej szkole[141]. Był redaktorem lokalnych gazet: „Wieść Gminna” i „Wieść Parafialna”[21][24]. Omamiony przez Czerepachowi wizją zostania wójtem, stworzył z nim agresywny koncern mediowy – Radio Wilkowyje i gazetę „Lustro Gminy”[39]. Po terapii ziołowej u zielarki przeszedł wewnętrzną przemianę[46] i wrócił do radia[47]. Prowadził cykl rozmów „Zrozumieć duszę kobiety” z udziałem mieszkanek Wilkowyj (m.in. Celiny Hadziukowej), które – zauroczone spotkaniem z nim – uprawiały z nim seks[47]. Później odkrył w sobie talent literacki, a jego debiutancka książka pt. „Po prostu miłość” stała się bestsellerem. Następnie rozpoczął nadawanie internetowej Telewizji Wilkowyje[61]. Jest odważny, śmiało staje na czele strajków obywatelskich[61]. Ożenił się z Franceską Andreani, z którą ma dziecko[97].

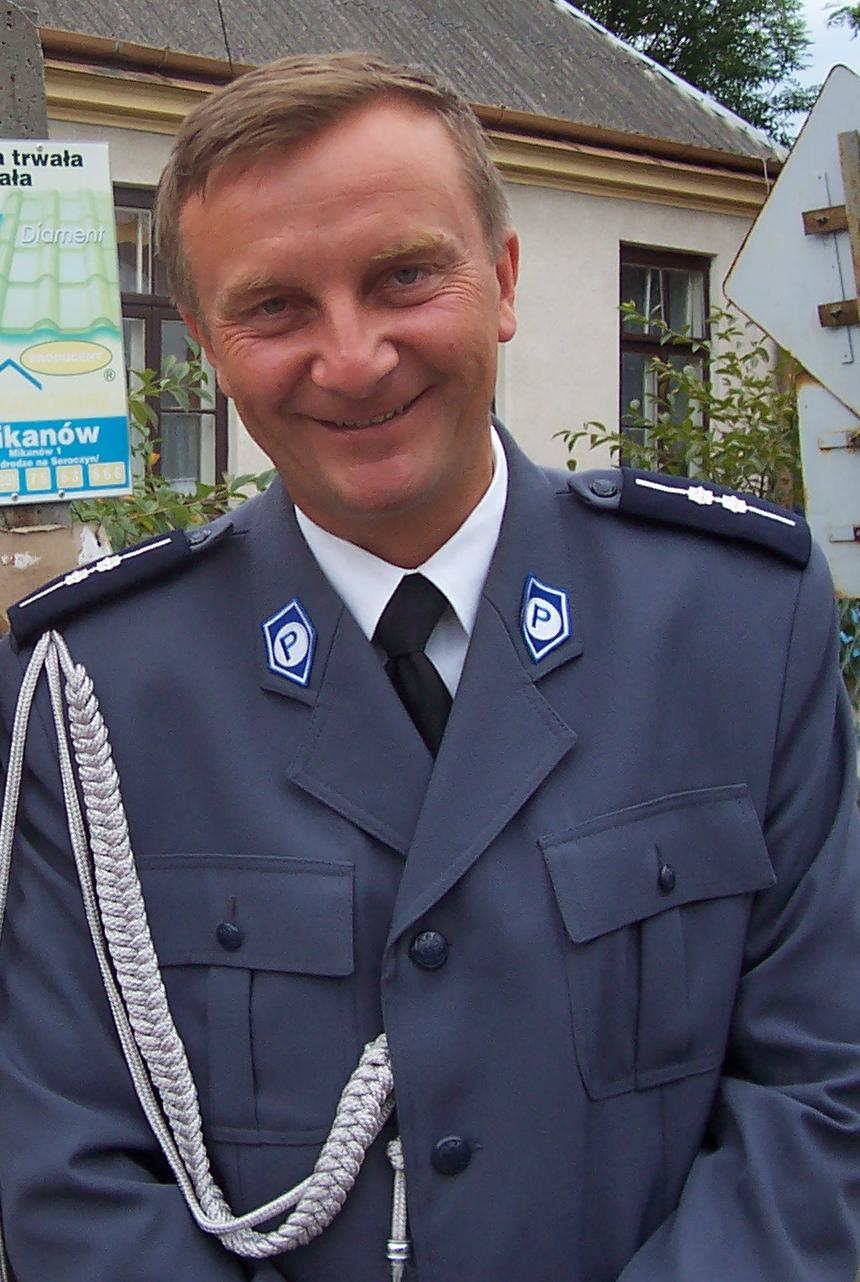
Arkadiusz Nader jako policjant Stasiek

- aspirant Stanisław Kotecki (Arkadiusz Nader) – przez długi czas jedyny policjant w gminie. Jest nierozgarnięty, ale pomocny. Mąż Wioletki[52], wcześniej zalecał się do Lucy Wilskiej i Krystyny Więcławskiej[20][31]. Podjął studia w Wyższej Szkole Policji w Szczytnie[126].
- Wioletka Kotecka (Magdalena Waligórska-Lisiecka) – barmanka w miejscowej knajpie, a później w pubie Country Club. Żona policjanta Staśka, wcześniej kochanka Kusego. Zalecała się też do wielu innych mężczyzn, przez co wzbudzała niechęć kobiet z Wilkowyj. Ma słabość do przedstawicieli władzy[35].
- Kinga (Agnieszka Pawełkiewicz) – córka Grażyny, siostry pierwszej żony Kusego[64]. Jest wegeanarchistką i ateistką[65]. Jest kompromisowa i nie uznaje autorytetów. Po ukończeniu liceum w Radzyniu Podlaskim rozpoczęła studia prawnicze. Była w związku ze skinem Konradem[79], leśnikiem Pawłem[112] i Jakubem, z którym otworzyła kawiarnię artystyczną w Wilkowyjach[133].
- Jolanta Pietrek (Elżbieta Romanowska) – siostrzenica Krystyny Więcławskiej[38]. Zostaje zatrudniona w sklepie ciotki, najpierw na stanowisku pomocy i ekspedientki[38], później zostaje kierowniczką sklepu. Jest niezdarna i niepewna siebie[38]. Wychodzi za Patryka Pietrka, z którym ma synów-bliźniaków. Z mężem śpiewa w zespole muzycznym „Duo spoko” (później przemianowanym na „Super Duo”), a później prowadzi akademię disco polo.
- Mieczysław Wezół (Wojciech Wysocki) – jedyny lekarz w gminie[37]. Mąż Doroty Wezółowej, której zdania często się boi[37]. Wdaje się w przelotny romans z wójtową Haliną Kozioł[51]. Mieszkańcy gminy mają do niego zaufanie[19] i gdy ten chce opuścić Wilkowyje, nie chcą do tego dopuścić[37]. Później zostaje posłem PPU i przez pewien czas jest rzecznikiem jej klubu poselskiego.

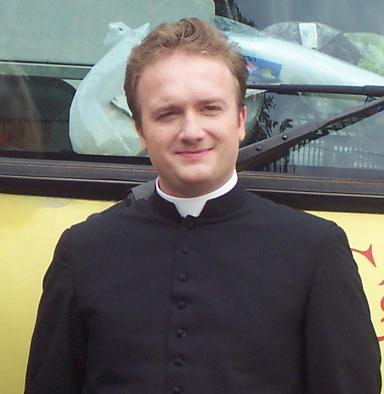
Bartłomiej Kasprzykowski jako ks. Robert

- ks. Robert (Bartłomiej Kasprzykowski) – były sekretarz biskupa Wacława Sądeckiego. Pojawił się w Wilkowyjach, gdy ks. Piotr Kozioł chciał wyjechać na misję do Afryki[44]. Początkowo był surowy, bezkompromisowy, czepliwy i ganiący za wszystko[45]. Po wystąpieniu wilkowyjan przeciw niemu (gdy publicznie szykanował Lucy Wilską za jej nieformalny związek z Kusym) przeszedł wewnętrzną przemianę w dobrego wikarego, który szanuje innych ludzi[46][47]. Wraz z Lucy Wilską działał społecznie, m.in. zorganizował pośrednictwo pracy sezonowej, by zminimalizować bezrobocie w Wilkowyjach, a także zapewniał szkolenia zawodowe i opiekę nad dziećmi dla pracujących kobiet oraz prowadził akcję leczenia alkoholizmu[47]. Z czasem wyjechał na studia do Rzymu[84]. Po awansie ks. Piotra Kozioła na biskupa pomocniczego został proboszczem parafii w Wilkowyjach.
- ks. Maciej (Mateusz Rusin) – duchowny, który trafia na plebanię w Wilkowyjach po wyjeździe księdza Roberta na studia do Rzymu[84]. Zostaje wikarym na plebanii w Wilkowyjach po ks. Robercie[84]. Jest wykształcony, ale niedoświadczony jako kapłan[84]. Trafia do Wilkowyj, ponieważ biskup twierdzi, iż intelektualne poszukiwania oddaliły go od Boga[84]. W końcu sam przyznaje się Michałowej, że przeżywa kryzys wiary[87]. Z uwagi na swój przeintelektualizowany sposób wypowiedzi nie potrafi porozumieć się z prostymi ludźmi[77][80], co jednak z czasem ulega zmianie.

### Drugoplanowe
- Dorota Wezół (Beata Olga Kowalska) – żona doktora Mieczysława Wezóła. Jest pewna siebie i bezkompromisowa, a także zaangażowana społecznie[19]. Choć jest chorobliwie zazdrosna o męża[19], sama zdradza go z wójtem Pawłem Koziołem[50].
- Zofia (Grażyna Zielińska) – miejscowa znachorka i zielarka, przez wilkowyjan nazywana „Babką”.
- Wiesława Oleś (Ewa Kuryło) – dyrektorka miejscowej szkoły, a później posłanka PPU i wiceminister edukacji.
- ks. Wacław Sądecki (Wiktor Zborowski) – arcybiskup, metropolita lubelski.
- Francesca Andreani-Witebska (Anna Iberszer) – policjantka, praktykantka w ramach wymiany unijnej[64], a następnie strażniczka gminna[77]. Jest stanowcza[77] i piekielnie zazdrosna[91]. Żona Tomasza Witebskiego, z którym ma dziecko. Wcześniej była zaręczona z mafiosem Vito[86].
- Monika Korczab (Emilia Komarnicka) – agentka sztuki z Warszawy[89]. Jest młoda[89] i piękna[94]. Przyjeżdża do Wilkowyj zafascynowana Kusym i jego sztuką[89]. Zachęca artystę do wyjazdu do stolicy, na każdym kroku wyraża niechęć do Lucy i całej rodziny Kusego[93][94]. Nie lubi dzieci[105]. Pociągają ją mężczyźni z wysoką pozycją społeczną[106]. Miała romans z Pawłem Koziołem[106], później jej partnerem został Jerry Smith.
- Jerry Smith (Jeff Butcher) (ur. 14 października 1970) – pracownik ambasady Stanów Zjednoczonych w Warszawie[28], przyjaciel Lucy Wilskiej, w której skrycie się podkochiwał[28]. Związał się z agentką sztuki Moniką Korczab.
- Ola Kowalska (Lidia Sadowa) – redaktorka tabloidu „Super Fakty”, później asystentka wicepremiera Arkadiusza Czerepacha na stanowisku specjalisty. Początkowo knuła przeciwko Pawłowi Koziołowi i Arkadiuszowi Czerepachowi, następnie przeszła na ich stronę i wspierała w kampanii prezydenckiej.
- Ryszard Polakowski (Leon Charewicz) – miejscowy aptekarz. Początkowo był farmaceutą w aptece Pawła Kozioła, później przeszedł do apteki Andrzeja Więcławskiego[78]. Chętnie udziela porad medycznych klientom[68], jest delikatny i troskliwy[94]. Wdaje się w romans z Haliną Kozioł[94].
- Waldemar Myćko (Tomasz Sapryk) – radny gminy Wilkowyje. Jako członek rady uprzykrza życie Lucy Wilskiej[67]. Składa mandat po podpisaniu umowy z gminą na wywóz śmieci[67]. Jest mściwy[71]. Został powołany przez Pawła Kozioła i Arkadiusza Czerepacha do PPU[89], jednak okazał się niekompetentny[90].
- Grzegorz Wargacz (Sławomir Orzechowski) – sąsiad Solejuków, z którymi pozostawał w konflikcie. Został powołany przez Pawła Kozioła i Arkadiusza Czerepacha do PPU[89], ale okazał się niekompetentny[90].
- Jagna Nowak (Patricia Kazadi) – pielęgniarka w miejscowym ośrodku zdrowia, podwładna doktora Mieczysława Wezoła[69]. Pochodzi z Radzynia Podlaskiego. Dziewczyna o egzotycznej urodzie[69]. Wiąże się z Fabianem Dudą[102]. Wyjeżdża do Lublina, gdzie ma pracować jako pielęgniarka w tamtejszym szpitalu[111].
- Szymon Solejuk (Maciej Cempura) – syn Kazimiery i Macieja Solejuków. Miejscowy geniusz, dzięki Lucy Wilskiej wyjechał z Wilkowyj na stypendium naukowe[143]. Zakochany ze wzajemnością w sąsiadce Julii Wargacz[75].
- Jędrzej Kowalski (Robert Majewski) – prokurator w Radzyniu Podlaskim, później wiceminister sprawiedliwości z ramienia PPU. Kuzyn Doroty Wezółowej[98].
- Wojciech Ostecki (Kacper Matula) – policjant w Wilkowyjach przysłany na zastępstwo za policjanta Stanisława Koteckiego[121].
- Weronka (Justyna Gugała) – siostrzenica Michałowej. Zostaje pomocnicą gospodyni na plebanii, później przez krótki czas pracuje w aptece, po czym zostaje zatrudniona w sklepie Krystyny Więcławskiej.
- Marek Karat (Wiesław Komasa) – legendarny działacz „Solidarności”. Za namową Kingi przenosi się do Wilkowyj, gdzie zostaje nauczycielem historii.
- Jakub (Mikołaj Krawczyk) – właściciel kawiarni artystycznej w Radzyniu Podlaskim. Zostaje chłopakiem Kingi, z którą otwiera kawiarnię artystyczną w Wilkowyjach[133].

## Obsada
| Aktorzy i ich role w serialu Ranczo | Aktorzy i ich role w serialu Ranczo     | Aktorzy i ich role w serialu Ranczo | Aktorzy i ich role w serialu Ranczo | Aktorzy i ich role w serialu Ranczo | Aktorzy i ich role w serialu Ranczo | Aktorzy i ich role w serialu Ranczo | Aktorzy i ich role w serialu Ranczo | Aktorzy i ich role w serialu Ranczo | Aktorzy i ich role w serialu Ranczo | Aktorzy i ich role w serialu Ranczo | Aktorzy i ich role w serialu Ranczo | Aktorzy i ich role w serialu Ranczo |
| Aktor                               | Postać                                  | Rodzaj roli w sezonie               | Rodzaj roli w sezonie               | Rodzaj roli w sezonie               | Rodzaj roli w sezonie               | Rodzaj roli w sezonie               | Rodzaj roli w sezonie               | Rodzaj roli w sezonie               | Rodzaj roli w sezonie               | Rodzaj roli w sezonie               | Rodzaj roli w sezonie               | Film (2007)                         |
| Aktor                               | Postać                                  | Sezon 1 (2006)                      | Sezon 2 (2007)                      | Sezon 3 (2008)                      | Sezon 4 (2009)                      | Sezon 5 (2011)                      | Sezon 6 (2012)                      | Sezon 7 (2013)                      | Sezon 8 (2014)                      | Sezon 9 (2015)                      | Sezon 10 (2016)                     | Film (2007)                         |
| ----------------------------------- | --------------------------------------- | ----------------------------------- | ----------------------------------- | ----------------------------------- | ----------------------------------- | ----------------------------------- | ----------------------------------- | ----------------------------------- | ----------------------------------- | ----------------------------------- | ----------------------------------- | ----------------------------------- |
| Ilona Ostrowska                     | Lucy Wilska                             | Główna                              | Główna                              | Główna                              | Główna                              | Główna                              | Główna                              | Główna                              | Główna                              | Główna                              | Główna                              | Tak                                 |
| Cezary Żak                          | ks. bp Piotr Kozioł                     | Główna                              | Główna                              | Główna                              | Główna                              | Główna                              | Główna                              | Główna                              | Główna                              | Główna                              | Główna                              | Tak                                 |
| Cezary Żak                          | wójt/senator Paweł Kozioł               | Główna                              | Główna                              | Główna                              | Główna                              | Główna                              | Główna                              | Główna                              | Główna                              | Główna                              | Główna                              | Tak                                 |
| Paweł Królikowski                   | Jakub „Kusy” Sokołowski                 | Główna                              | Główna                              | Główna                              | Główna                              | Główna                              | Główna                              | Główna                              | Główna                              | Główna                              | Główna                              | Tak                                 |
| Jeff Butcher                        | Jerry Smith                             | Gościnna                            | Gościnna                            | Gościnna                            | Gościnna                            | Gościnna                            |                                     |                                     | Drugoplanowa                        | Drugoplanowa                        |                                     |                                     |
| Grzegorz Wons                       | Andrzej Więcławski                      | Pierwszoplanowa                     | Pierwszoplanowa                     | Pierwszoplanowa                     | Pierwszoplanowa                     | Pierwszoplanowa                     | Pierwszoplanowa                     | Pierwszoplanowa                     | Pierwszoplanowa                     | Pierwszoplanowa                     | Pierwszoplanowa                     | Tak                                 |
| Leon Niemczyk                       | Jan Japycz                              | Drugoplanowa                        | Drugoplanowa                        |                                     |                                     |                                     |                                     |                                     |                                     |                                     |                                     |                                     |
| Bogdan Kalus                        | Tadeusz Hadziuk                         | Pierwszoplanowa                     | Pierwszoplanowa                     | Pierwszoplanowa                     | Pierwszoplanowa                     | Pierwszoplanowa                     | Pierwszoplanowa                     | Pierwszoplanowa                     | Pierwszoplanowa                     | Pierwszoplanowa                     | Pierwszoplanowa                     | Tak                                 |
| Piotr Pręgowski                     | Patryk Pietrek                          | Pierwszoplanowa                     | Pierwszoplanowa                     | Pierwszoplanowa                     | Pierwszoplanowa                     | Pierwszoplanowa                     | Pierwszoplanowa                     | Pierwszoplanowa                     | Pierwszoplanowa                     | Pierwszoplanowa                     | Pierwszoplanowa                     | Tak                                 |
| Dorota Chotecka-Pazura              | Krystyna Więcławska                     | Pierwszoplanowa                     | Pierwszoplanowa                     | Pierwszoplanowa                     | Pierwszoplanowa                     | Pierwszoplanowa                     | Pierwszoplanowa                     | Pierwszoplanowa                     | Pierwszoplanowa                     | Pierwszoplanowa                     | Pierwszoplanowa                     | Tak                                 |
| Violetta Arlak                      | Halina Kozioł                           | Pierwszoplanowa                     | Pierwszoplanowa                     | Pierwszoplanowa                     | Pierwszoplanowa                     | Pierwszoplanowa                     | Pierwszoplanowa                     | Pierwszoplanowa                     | Pierwszoplanowa                     | Pierwszoplanowa                     | Pierwszoplanowa                     | Tak                                 |
| Magdalena Waligórska-Lisiecka       | Violetta Kotecka                        | Pierwszoplanowa                     | Pierwszoplanowa                     | Pierwszoplanowa                     | Pierwszoplanowa                     | Pierwszoplanowa                     | Pierwszoplanowa                     | Pierwszoplanowa                     | Pierwszoplanowa                     | Pierwszoplanowa                     | Pierwszoplanowa                     | Tak                                 |
| Arkadiusz Nader                     | Stanisław Kotecki                       | Pierwszoplanowa                     | Pierwszoplanowa                     | Pierwszoplanowa                     | Pierwszoplanowa                     | Pierwszoplanowa                     | Pierwszoplanowa                     | Pierwszoplanowa                     | Pierwszoplanowa                     | Gościnna                            | Gościnna                            | Tak                                 |
| Grażyna Zielińska                   | Zofia („babka”)                         | Drugoplanowa                        |                                     | Drugoplanowa                        | Drugoplanowa                        | Drugoplanowa                        | Drugoplanowa                        | Drugoplanowa                        | Drugoplanowa                        | Drugoplanowa                        | Gościnna                            | Tak                                 |
| Marta Chodorowska                   | Klaudia Kozioł                          | Pierwszaplanowa                     | Pierwszaplanowa                     | Pierwszaplanowa                     | Pierwszaplanowa                     | Pierwszaplanowa                     | Pierwszaplanowa                     | Pierwszaplanowa                     | Pierwszaplanowa                     | Pierwszaplanowa                     | Pierwszaplanowa                     | Tak                                 |
| Ewa Kuryło                          | Wiesława Oleś                           | Drugoplanowa                        | Drugoplanowa                        | Drugoplanowa                        | Drugoplanowa                        | Drugoplanowa                        | Drugoplanowa                        | Drugoplanowa                        | Drugoplanowa                        | Drugoplanowa                        | Drugoplanowa                        | Tak                                 |
| Sylwester Maciejewski               | Maciej Solejuk                          | Pierwszoplanowa                     | Pierwszoplanowa                     | Pierwszoplanowa                     | Pierwszoplanowa                     | Pierwszoplanowa                     | Pierwszoplanowa                     | Pierwszoplanowa                     | Pierwszoplanowa                     | Pierwszoplanowa                     | Pierwszoplanowa                     | Tak                                 |
| Marta Lipińska                      | „Michałowa” Japycz                      | Pierwszoplanowa                     | Pierwszoplanowa                     | Pierwszoplanowa                     | Pierwszoplanowa                     | Pierwszoplanowa                     | Pierwszoplanowa                     | Pierwszoplanowa                     | Pierwszoplanowa                     | Pierwszoplanowa                     | Pierwszoplanowa                     | Tak                                 |
| Jędrzej Cempura                     | Marianek Solejuk                        | Drugoplanowa                        | Drugoplanowa                        | Drugoplanowa                        | Drugoplanowa                        | Gościnna                            | Gościnna                            | Gościnna                            | Drugoplanowa                        | Drugoplanowa                        | Gościnna                            | Tak                                 |
| Katarzyna Żak                       | Kazimiera Solejuk                       | Pierwszoplanowa                     | Pierwszoplanowa                     | Pierwszoplanowa                     | Pierwszoplanowa                     | Pierwszoplanowa                     | Pierwszoplanowa                     | Pierwszoplanowa                     | Pierwszoplanowa                     | Pierwszoplanowa                     | Pierwszoplanowa                     | Tak                                 |
| Jacek Kawalec                       | Tomasz Witebski                         | Pierwszoplanowa                     | Pierwszoplanowa                     | Pierwszoplanowa                     | Pierwszoplanowa                     | Pierwszoplanowa                     | Pierwszoplanowa                     | Pierwszoplanowa                     | Pierwszoplanowa                     | Pierwszoplanowa                     | Pierwszoplanowa                     | Tak                                 |
| Beata Olga Kowalska                 | Dorota Wezół                            | Drugoplanowa                        | Drugoplanowa                        | Drugoplanowa                        | Drugoplanowa                        | Drugoplanowa                        | Drugoplanowa                        | Drugoplanowa                        | Drugoplanowa                        | Drugoplanowa                        | Drugoplanowa                        | Tak                                 |
| Dorota Nowakowska                   | Celina Hadziuk                          | Pierwszoplanowa                     | Pierwszoplanowa                     | Pierwszoplanowa                     | Pierwszoplanowa                     | Pierwszoplanowa                     | Pierwszoplanowa                     | Pierwszoplanowa                     | Pierwszoplanowa                     | Pierwszoplanowa                     | Pierwszoplanowa                     | Tak                                 |
| Maciej Cempura                      | Szymek Solejuk                          | Drugoplanowa                        | Gościnna                            | Gościnna                            | Gościnna                            | Gościnna                            |                                     |                                     |                                     |                                     |                                     |                                     |
| Anna Stępień                        | Kasia Solejuk                           | Gościnna                            | Drugoplanowa                        | Drugoplanowa                        | Drugoplanowa                        | Drugoplanowa                        |                                     | Gościnna                            | Gościnna                            | Gościnna                            | Gościnna                            | Tak                                 |
| Artur Barciś                        | Arkadiusz Czerepach                     | Pierwszoplanowa                     | Pierwszoplanowa                     | Pierwszoplanowa                     | Pierwszoplanowa                     | Pierwszoplanowa                     | Pierwszoplanowa                     | Pierwszoplanowa                     | Pierwszoplanowa                     | Pierwszoplanowa                     | Pierwszoplanowa                     | Tak                                 |
| Wojciech Wysocki                    | Mieczysław Wezół                        | Pierwszoplanowa                     | Pierwszoplanowa                     | Pierwszoplanowa                     | Pierwszoplanowa                     | Pierwszoplanowa                     | Pierwszoplanowa                     | Pierwszoplanowa                     | Pierwszoplanowa                     | Pierwszoplanowa                     | Pierwszoplanowa                     | Tak                                 |
| Magdalena Kuta                      | Leokadia Czerepach (wcześniej Paciorek) | Gościnna                            | Pierwszoplanowa                     | Pierwszoplanowa                     | Pierwszoplanowa                     | Pierwszoplanowa                     | Pierwszoplanowa                     | Pierwszoplanowa                     | Pierwszoplanowa                     | Pierwszoplanowa                     | Pierwszoplanowa                     | Tak                                 |
| Franciszek Pieczka                  | Stanisław Japycz                        |                                     | Pierwszoplanowa                     | Pierwszoplanowa                     | Pierwszoplanowa                     | Pierwszoplanowa                     | Pierwszoplanowa                     | Pierwszoplanowa                     | Pierwszoplanowa                     | Pierwszoplanowa                     | Pierwszoplanowa                     | Tak                                 |
| Piotr Ligienza                      | Fabian Duda                             |                                     | Pierwszoplanowa                     | Pierwszoplanowa                     | Pierwszoplanowa                     | Pierwszoplanowa                     | Pierwszoplanowa                     | Pierwszoplanowa                     | Pierwszoplanowa                     | Pierwszoplanowa                     | Pierwszoplanowa                     | Tak                                 |
| Wiktor Zborowski                    | ks. bp Wacław Sądecki                   |                                     | Gościnna                            |                                     |                                     |                                     | Gościnna                            | Drugoplanowa                        | Drugoplanowa                        | Gościnna                            | Drugoplanowa                        |                                     |
| Przemysław Sadowski                 | Arkadiusz Stolarkiewicz / Jan Kowalski  |                                     | Drugoplanowa                        |                                     |                                     |                                     |                                     |                                     |                                     |                                     |                                     |                                     |
| Elżbieta Romanowska                 | Jolanta Pietrek                         |                                     |                                     | Drugoplanowa                        | Drugoplanowa                        | Drugoplanowa                        | Drugoplanowa                        | Drugoplanowa                        | Drugoplanowa                        | Drugoplanowa                        | Drugoplanowa                        |                                     |
| Sylwia Gliwa                        | Weronika Więcławska-Tao                 |                                     |                                     | Drugoplanowa                        | Gościnna                            |                                     |                                     |                                     |                                     |                                     |                                     |                                     |
| Nam Kyun Kim                        | Kao Tao                                 |                                     |                                     | Drugoplanowa                        | Gościnna                            |                                     |                                     |                                     |                                     |                                     |                                     |                                     |
| Bartłomiej Kasprzykowski            | ks. Robert                              |                                     |                                     | Pierwszoplanowa                     | Pierwszoplanowa                     | Pierwszoplanowa                     |                                     |                                     | Pierwszoplanowa                     | Pierwszoplanowa                     | Pierwszoplanowa                     |                                     |
| Eugenia Herman                      | ciotka księdza i wójta                  |                                     |                                     |                                     | Gościnna                            |                                     |                                     |                                     |                                     |                                     |                                     |                                     |
| Tomasz Sapryk                       | Waldemar Myćko                          |                                     |                                     |                                     |                                     | Drugoplanowa                        | Drugoplanowa                        | Drugoplanowa                        | Drugoplanowa                        | Drugoplanowa                        | Gościnna                            |                                     |
| Aleksander Mikołajczak              | Bieżun                                  |                                     |                                     |                                     |                                     | Gościnna                            | Drugoplanowa                        |                                     |                                     |                                     |                                     |                                     |
| Aleksander Mikołajczak              | kierowca taksówki                       |                                     |                                     |                                     |                                     |                                     |                                     |                                     |                                     |                                     |                                     | Tak                                 |
| Weronika Kunka                      | Dorotka                                 |                                     |                                     |                                     |                                     | Drugoplanowa                        | Drugoplanowa                        | Drugoplanowa                        | Drugoplanowa                        | Drugoplanowa                        | Gościnna                            |                                     |
| Wiktoria Kunka                      | Dorotka                                 |                                     |                                     |                                     |                                     | Drugoplanowa                        | Drugoplanowa                        | Drugoplanowa                        | Drugoplanowa                        | Drugoplanowa                        | Gościnna                            |                                     |
| Marek Lewandowski                   | Bartkowiak                              |                                     |                                     |                                     |                                     | Drugoplanowa                        | Drugoplanowa                        |                                     |                                     |                                     |                                     |                                     |
| Tadeusz Hanusek                     | Kusiba                                  |                                     |                                     |                                     |                                     | Drugoplanowa                        | Gościnna                            | Gościnna                            | Gościnna                            | Gościnna                            | Gościnna                            |                                     |
| Leon Charewicz                      | Ryszard Polakowski                      |                                     |                                     |                                     |                                     | Drugoplanowa                        | Drugoplanowa                        | Drugoplanowa                        | Drugoplanowa                        | Drugoplanowa                        | Gościnna                            |                                     |
| Patricia Kazadi                     | Jagna Nowak                             |                                     |                                     |                                     |                                     | Drugoplanowa                        | Drugoplanowa                        | Drugoplanowa                        | Drugoplanowa                        |                                     |                                     |                                     |
| Dorota Segda                        | Grażyna                                 |                                     |                                     |                                     |                                     | Gościnna                            |                                     |                                     |                                     |                                     | Gościnna                            |                                     |
| Agnieszka Pawełkiewicz              | Kinga                                   |                                     |                                     |                                     |                                     | Pierwszoplanowa                     | Pierwszoplanowa                     | Pierwszoplanowa                     | Pierwszoplanowa                     | Pierwszoplanowa                     | Pierwszoplanowa                     |                                     |
| Anna Iberszer                       | Francesca Andreani-Witebska             |                                     |                                     |                                     |                                     | Drugoplanowa                        | Drugoplanowa                        | Drugoplanowa                        | Drugoplanowa                        | Drugoplanowa                        | Drugoplanowa                        |                                     |
| Mariusz Ostrowski                   | Antonio                                 |                                     |                                     |                                     |                                     | Drugoplanowa                        |                                     |                                     |                                     |                                     |                                     |                                     |
| Jan Kulczycki                       | Ignaczak                                |                                     |                                     |                                     |                                     | Gościnna                            | Drugoplanowa                        |                                     |                                     |                                     |                                     |                                     |
| Joanna Lissner                      | matka Zosi                              |                                     |                                     |                                     |                                     | Gościnna                            | Drugoplanowa                        | Gościnna                            |                                     |                                     |                                     |                                     |
| Sławomir Orzechowski                | Grzegorz Wargacz                        |                                     |                                     |                                     |                                     | Gościnna                            | Drugoplanowa                        | Drugoplanowa                        | Drugoplanowa                        | Drugoplanowa                        | Gościnna                            |                                     |
| Iwona Rulewicz                      | Wargaczowa                              |                                     |                                     |                                     |                                     | Gościnna                            | Drugoplanowa                        |                                     | Drugoplanowa                        |                                     |                                     |                                     |
| Marta Mazurek                       | Julia Wargaczówna                       |                                     |                                     |                                     |                                     | Gościnna                            |                                     |                                     |                                     |                                     |                                     |                                     |
| Anna Wojton                         | Jadwiga Myćko                           |                                     |                                     |                                     |                                     | Gościnna                            | Drugoplanowa                        |                                     |                                     |                                     |                                     |                                     |
| Szymon Nygard                       | Konrad                                  |                                     |                                     |                                     |                                     |                                     | Drugoplanowa                        |                                     |                                     |                                     |                                     |                                     |
| Waldemar Czyszak                    | Pakuła                                  |                                     | Gościnna                            |                                     | Gościnna                            |                                     |                                     |                                     |                                     |                                     |                                     |                                     |
| Waldemar Czyszak                    | Hryćko                                  |                                     |                                     |                                     |                                     |                                     | Drugoplanowa                        |                                     |                                     |                                     |                                     |                                     |
| Waldemar Czyszak                    | chłop                                   |                                     |                                     |                                     |                                     |                                     |                                     |                                     |                                     |                                     |                                     | Tak                                 |
| Mateusz Rusin                       | ks. Maciej                              |                                     |                                     |                                     |                                     |                                     | Pierwszoplanowa                     | Pierwszoplanowa                     | Pierwszoplanowa                     | Pierwszoplanowa                     | Pierwszoplanowa                     |                                     |
| Marta Dąbrowska                     | Zosia                                   |                                     |                                     |                                     |                                     |                                     | Drugoplanowa                        | Drugoplanowa                        |                                     |                                     |                                     |                                     |
| Lidia Sadowa                        | dziennikarka                            |                                     |                                     |                                     |                                     |                                     | Gościnna                            |                                     |                                     |                                     |                                     |                                     |
| Lidia Sadowa                        | Ola Kowalska                            |                                     |                                     |                                     |                                     |                                     |                                     |                                     |                                     | Drugoplanowa                        | Drugoplanowa                        |                                     |
| Emilia Komarnicka                   | Monika Korczab                          |                                     |                                     |                                     |                                     |                                     |                                     | Drugoplanowa                        | Drugoplanowa                        | Drugoplanowa                        | Drugoplanowa                        |                                     |
| Bartłomiej Magdziarz                | Łukasz                                  |                                     |                                     |                                     |                                     |                                     |                                     | Drugoplanowa                        |                                     |                                     |                                     |                                     |
| Maciej Marczewski                   | Maciej Zieliński                        |                                     |                                     |                                     |                                     |                                     |                                     | Drugoplanowa                        |                                     |                                     |                                     |                                     |
| Robert Majewski                     | Jędrzej Kowalski                        |                                     |                                     |                                     |                                     |                                     |                                     | Drugoplanowa                        | Gościnna                            | Drugoplanowa                        | Drugoplanowa                        |                                     |
| Justyna Gugała                      | klientka apteki                         |                                     |                                     |                                     |                                     |                                     |                                     |                                     | Gościnna                            |                                     |                                     |                                     |
| Justyna Gugała                      | Weronka                                 |                                     |                                     |                                     |                                     |                                     |                                     |                                     |                                     | Drugoplanowa                        | Drugoplanowa                        |                                     |
| Dobromir Dymecki                    | Paweł                                   |                                     |                                     |                                     |                                     |                                     |                                     |                                     | Drugoplanowa                        | Gościnna                            |                                     |                                     |
| Kacper Matula                       | Wojciech Ostecki                        |                                     |                                     |                                     |                                     |                                     |                                     |                                     |                                     | Drugoplanowa                        | Drugoplanowa                        |                                     |
| Wiesław Komasa                      | Marek Karat                             |                                     |                                     |                                     |                                     |                                     |                                     |                                     |                                     | Drugoplanowa                        | Drugoplanowa                        |                                     |
| Mikołaj Krawczyk                    | Jakub                                   |                                     |                                     |                                     |                                     |                                     |                                     |                                     |                                     | Drugoplanowa                        | Drugoplanowa                        |                                     |

## Nagrody
- 2006 – „Melonik” za najdowcipniejszy serial komediowy dla Wojciecha Adamczyka oraz „Melonik” za „ciągłe poszukiwanie nowych form wyrazu w serialu” dla Leona Niemczyka na Festiwalu Dobrego Humoru.
- 2007 – Grand Prix dla Wojciecha Adamczyka oraz „Melonik” dla najlepszego aktora komediowego dla Pawła Królikowskiego na Festiwalu Dobrego Humoru.
- 2007 – „Złota Podkowa” za najlepszy serial komediowy dla Wojciecha Adamczyka oraz „Złota Podkowa” za najlepszą rolę męską w serialu komediowym dla Cezarego Żaka na Festiwalu Filmowym „Wakacyjne kadry” w Cieszynie.
- 2009 – Telekamera „TeleTygodnia” w kategorii serial komediowy oraz SuperTelekamera (nagroda wyłania SMS-owo spośród zwycięzców gali w 2009).
- 2009 – Kryształowy Granat „najzabawniejszemu polskiemu serialowi komediowemu ostatniego sezonu” na Festiwalu Filmów Komediowych w Lubomierzu.
- 2012 – CAP Communication Awards – pierwsze miejsce w kategorii Innovative communication w konkursie Komisji Europejskiej na najlepszy projekt komunikacyjny dotyczący rolnictwa i rozwoju obszarów wiejskich.
- 2015 – Telekamera „TeleTygodnia” w kategorii serial fabularny.
- 2015 – nagroda specjalna dla Bogdana Kalusa, Sylwestra Maciejewskiego, Franciszka Pieczki i Piotra Pręgowskiego, a także „Światowid publiczności” oraz nagroda czytelników „Świata Seriali” w kategorii polski serial wszech czasów oraz „Złoty Światowid” za role polityka i księdza dla Cezarego Żaka na 1. Festiwalu Polskich Seriali Telewizyjnych w Elblągu[146].
- 2015 – nominacja do Polskiej Nagrody Filmowej w kategorii najlepszy filmowy serial fabularny.
- 2016 – Telekamera „TeleTygodnia” w kategorii serial fabularny.
- 2017 – Złota Telekamera „TeleTygodnia”.
- 2017 – nominacja do Polskiej Nagrody Filmowej Orły w kategorii najlepszy serial filmowy.
- 2020 – Cezary Żak – „Złoty Szczeniak” w kategorii kreacja aktorska w serialu na 9. Festiwalu Aktorstwa Filmowego im. Tadeusza Szymkowa.
- 2022 – Telekamera za serial 25-lecia.

## Kontrowersje
24 maja 2015 roku miały miejsce wybory na Prezydenta RP. Wśród kandydatów ubiegających się o urząd był Andrzej Duda. Z uwagi na zgon jednego z wyborców w lokalu komisji wyborczej podjęto decyzję o jej tymczasowym zamknięciu. Następnie okręgowa komisja wyborcza wydłużyła głosowanie o półtorej godziny i o tyle samo czasu wydłużono ciszę wyborczą (do 22.30).
W odpowiedzi na wydłużenie ciszy wyborczej, TVP1 w zastępstwie swojego wieczoru wyborczego wyemitowała premierowo 115. odcinek serialu - pierwotnie planowany do emisji po zakończeniu ciszy wyborczej. Zawierał on wybory na wójta Wilkowyj, w których startował Fabian Duda. Kampania wyborcza przeprowadzana przez kandydata w serialu objawiała się między innymi ujęciami motolotni latającej nad wsią z banerem o treści „Głosuj na Dudę” czy płotu z napisem „Duda najlepszym kandydatem”.
W trakcie emisji serialu zarejestrowano zgłoszenia na policję oraz do mediów dotyczące naruszenia ciszy wyborczej przez Telewizję Polską, poprzez agitację na rzecz Andrzeja Dudy. Podobnie Państwowa Komisja Wyborcza otrzymała kilka skarg twierdzących, że została złamana cisza wyborcza. Sytuację uznano za zbieg okoliczności, gdyż odcinki nagrano jeszcze w sierpniu lub wrześniu 2014 roku, gdy Andrzej Duda nie był kandydatem na prezydenta, a postać Fabiana Dudy została stworzona podczas drugiej serii serialu, emitowanej już w 2007 roku.
W maju 2015 roku i grudniu 2016 roku dziennikarz i publicysta Piotr Zaremba na łamach tygodnika „wSieci” i portalu internetowego wPolityce.pl skrytykował serial zarzucając mu „wpisywanie się w propagandę partii politycznej Platforma Obywatelska (PO) np. w kwestii systemu oświaty w Polsce” oraz „delikatne promowanie tzw. kościoła otwartego” i zarzucił zbytni proeuropeizm, dydaktyzm i moralizm.